# Bajo eléctrico
El bajo eléctrico, llamado sencillamente bajo, es un instrumento musical melódico de la familia de los cordófonos, similar en apariencia y construcción a la guitarra eléctrica, pero con un cuerpo de mayores dimensiones, un mástil de mayor longitud, escala y cuerdas más gruesas, normalmente cuatro, afinadas según la afinación estándar del contrabajo, su antecesor.
Salió de la necesidad de producir los sonidos rítmicos graves con un instrumento más compacto, barato, fácil de producir y transportar que el contrabajo, que era el instrumento encargado de esta tarea en los años 40 y 50. Para esto, el bajo adoptó una forma bastante similar a la de la guitarra, aunque luego esto provocó que algunas personas confundieran estos dos instrumentos.
Con el objetivo de evitar un uso excesivo de líneas adicionales en el pentagrama, el bajo eléctrico ―al igual que el contrabajo― suena una octava más grave que las notas representadas en notación musical. Como la guitarra eléctrica, el bajo eléctrico necesita ser conectado a un amplificador para que su sonido sea más audible.
Desde la década de 1950, el bajo eléctrico ha reemplazado progresivamente al contrabajo en la música popular como el instrumento de la sección rítmica que se ocupa de las líneas de bajo.
Aunque estas varían notablemente en función del estilo de música, el bajista cumple una función similar con independencia del estilo de que se trate: establecer el marco armónico y marcar el tiempo o «pulso rítmico».
El bajo eléctrico se usa como instrumento de acompañamiento o como instrumento solista en prácticamente todos los estilos de música popular del mundo, incluyendo
el blues,
el flamenco,
el jazz,
el funk,
el pop,
el punk,
el reggae y
el rock.
Al músico que toca el bajo eléctrico se le denomina bajista.

## Historia

### Años 30
En los años treinta, el inventor y guitarrista estadounidense Paul Tutmarc desarrolló el primer bajo eléctrico de cuerpo macizo de la historia, un instrumento muy similar a los bajos modernos, que había sido diseñado para ser sostenido y ejecutado horizontalmente. En 1935, el catálogo de ventas de la compañía de Tutmarc, Audiovox, ofrecía su «violín-bajo electrónico», un instrumento de cuerpo sólido con un mástil de 30,5 pulgadas que disponía de trastes.
El cambio de forma, acercándolo a una guitarra, hizo al instrumento más fácil de transportar y la adición de los trastes eliminó los problemas de afinación propios del contrabajo, haciendo del bajo eléctrico un instrumento mucho más fácil de ejecutar que este último. Sin embargo, el invento de Tutmarc no tuvo demasiado éxito comercial, por lo que su idea no fue retomada hasta principios de los años 50, con la llegada de Leo Fender (1909-1991) y su Precision Bass.

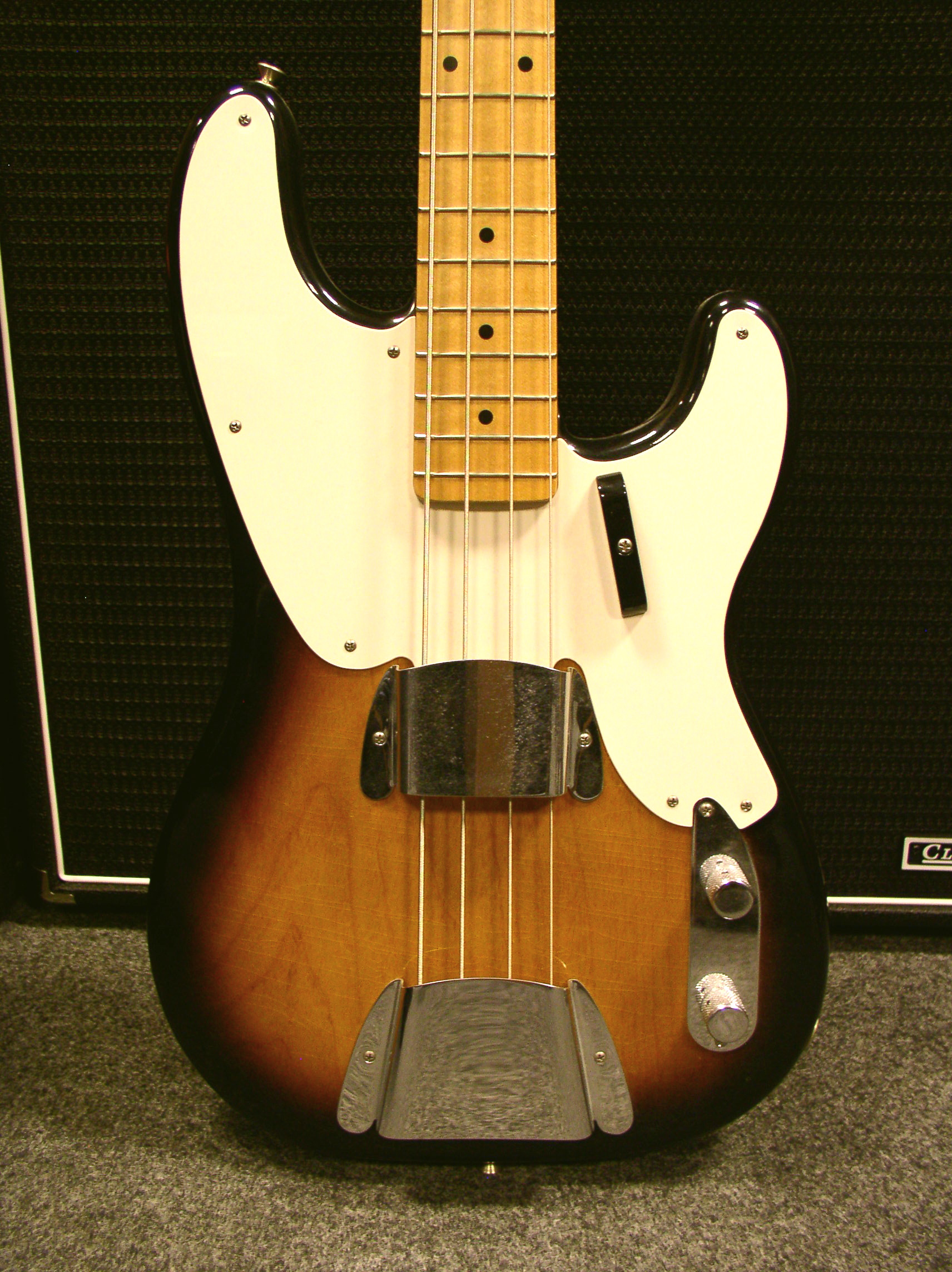
Una reedición del Precision bass de 1956, muy similar al modelo de 1951, el primer bajo eléctrico comercializado con éxito.

### Años 50 y 60
A inicios de los años 50, el ingeniero e inventor Leo Fender (1909-1991), quien por aquel entonces se dedicaba al negocio de reparación de radios, desarrolló con la ayuda de su empleado George Fullerton el primer bajo eléctrico producido en serie de la historia. Su "Precision Bass", introducido en 1951 se convirtió en el estándar de la industria y sería infinitamente copiado con posterioridad. El "Precision Bass" (o P-bass) original disponía de un cuerpo angulado (slab o ‘de tabla’) similar al de la guitarra Telecaster y una sola pastilla de bobinado simple, pero en 1957 se modificó su diseño para presentar un cuerpo de contorno redondeado con una pastilla doble de cuatro polos. Esta pastilla split (dividida) estaba formada de dos partes similares a las pastillas de las mandolinas que Fender incluía en su catálogo de la época.
Monk Montgomery fue el primer bajista conocido en usar el nuevo instrumento en su gira con el vibrafonista de jazz Lionel Hampton. Otros bajistas pioneros en el uso del nuevo instrumento fueron Roy Johnson (que reemplazó a Montgomery en la banda de Hampton) o Shifty Henry (bajista de Louis Jordan & His Tympany Five). Bill Black, bajista de Elvis Presley adoptaría el Precision Bass en torno a 1957.
Tras el lanzamiento de Fender, Gibson presentó en 1953 su modelo EB-1, con forma de violín y pica, seguido de su modelo EB-0, de aspecto más convencional. El EB-0 era, de hecho, muy similar a la Gibson SG, aunque los primeros modelos disponían de un cuerpo slab (sin contornos) que lo asemejaban más a la conocida guitarra Les Paul, de Gibson. Mientras que los bajos de Fender montaban pastillas situadas entre la base del mástil y el puente, muchos de los primeros bajos de Gibson mostraban una sola pastilla de tipo humbucker montada directamente debajo de la base del mástil. El modelo EB-3, de 1961 contaba además con una pastilla adicional, de tipo humbucker pero de tamaño reducido, situada cerca del puente del instrumento. Gibson mostraba cierta tendencia a fabricar instrumentos de dimensiones reducidas y, de hecho, no presentó un bajo de escala estándar (34 pulgadas) hasta 1963, con el lanzamiento de su modelo Thunderbird, que fue, además, el primer bajo de Gibson que utilizaba dos pastillas humbucker situadas en una posición más tradicional, entre el puente y la base del mástil.

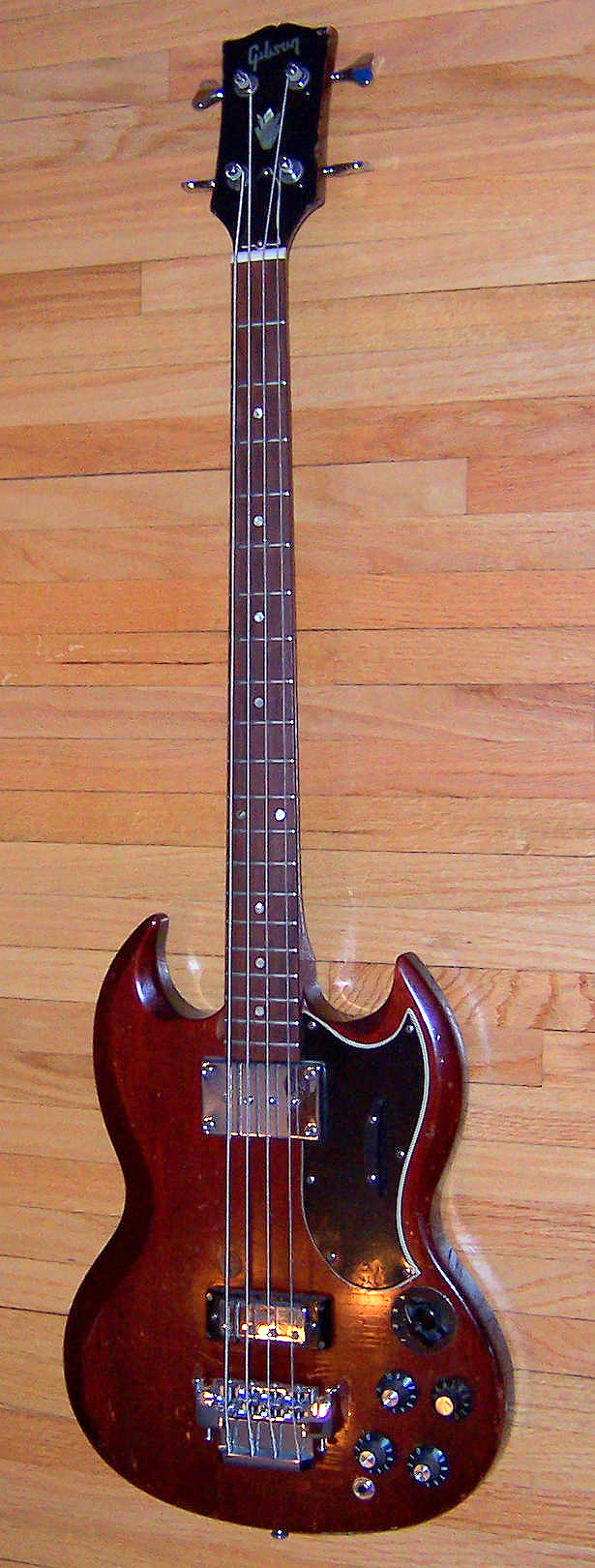
Gibson EB-3.

Otras compañías más pequeñas iniciaron sus actividades durante los años 50: Kay Musical Instruments en 1952, Danelectro en 1956, y Rickenbacker o Höfner durante el resto de la década. Pero fue con la explosión del rock, a principios de 1960 cuando numerosas compañías comenzaron a fabricar bajos eléctricos.
Introducido en 1960, el Fender Jazz Bass fue presentado junto a la guitarra Jazzmaster como el modelo Deluxe del Precision. El Jazz Bass (o J-bass) disponía de dos pastillas de bobinado simple, una cercana al mástil y la otra en la posición que ocupaba la pastilla simple del Precision. El modelo fue diseñado por Leo Fender para proporcionar a los guitarristas un instrumento aún más fácil de ejecutar que el Precision, dadas las dimensiones más pequeñas de su mástil. Los primeros ejemplares contaban con cuatro controles (volumen y tono para cada una de las pastillas), pero esta configuración pronto cambiaría en favor de la actual: un control de volumen para cada pastilla y un control de tono pasivo general. Otro elemento que diferenciaba el nuevo modelo era el diseño asimétrico de su cuerpo.
La configuración de pastillas de ambos modelos, así como el diseño general de los mismos, se ha convertido en un estándar de referencia, y así, es común hacer referencia a la configuración de pastillas de un instrumento determinado como pastillas Precision o pastillas Jazz.
Fender lanzó seis años más tarde su modelo Mustang Bass, un instrumento de escala corta (30 pulgadas frente a las 34 del P-bass o del J-bass) y precio reducido dirigido principalmente al mercado de principiantes y estudiantes.
Durante los años 50 y 60, el bajo eléctrico era frecuentemente llamado «bajo Fender», gracias a la posición dominante que la corporación ejercía en el mercado. El término «bajo eléctrico» comenzó a reemplazar al de «bajo Fender» a finales de los años sesenta, como resulta evidente en el título de un manual didáctico editado por la bajista Carol Kaye en 1969, muy popular en la época: How to play the electric bass.

### Los años 70

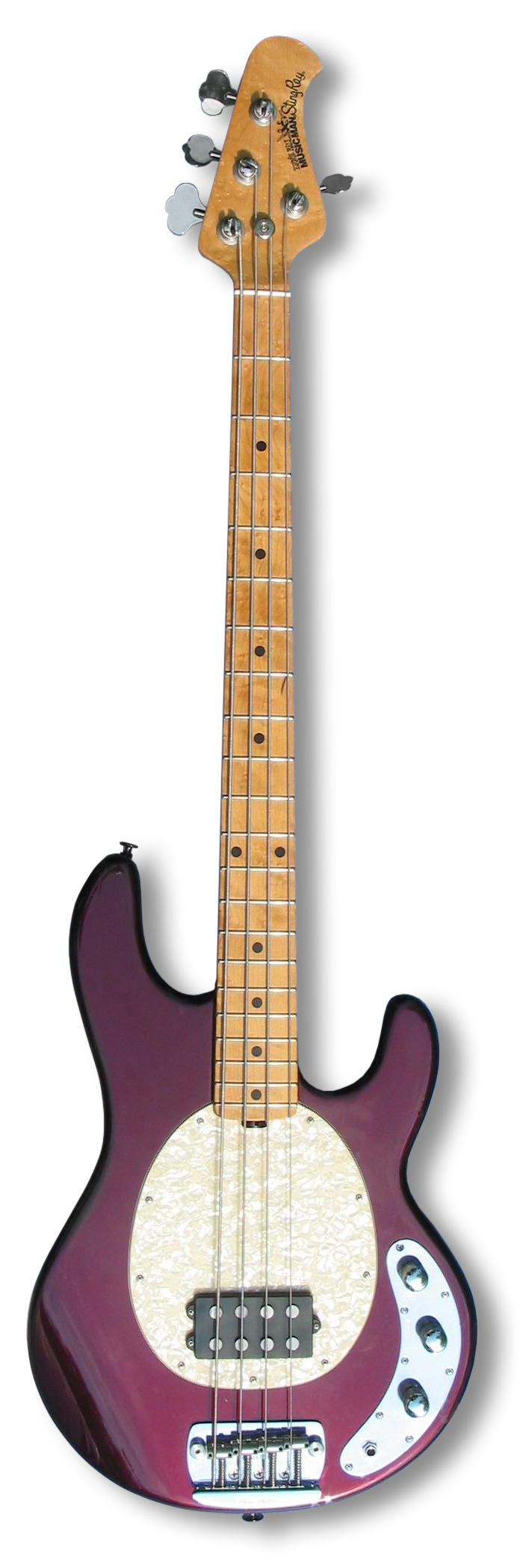
Music Man Stingray. La posición de la pastilla hace de este bajo un instrumento ideal para slappers.

En los años 70, Leo Fender fundó la compañía Music Man, cuyo buque insignia era el modelo Stingray, el primer bajo producido en serie con electrónica activa, es decir, con un preamplificador incorporado que permitía disminuir la impedancia de la circuitería de la pastilla, incrementando el volumen de salida y posibilitando la ecualización activa del instrumento. Distintos modelos se fueron identificando con estilos de música particulares, y así, el modelo 4001 de Rickenbacker se asociaba con bajistas de rock progresivo como Chris Squire (de Yes), mientras que el Stingray de Music Man se identificaba con el estilo funk del bajista de sesión Louis Johnson.
En 1971, Alembic estableció el patrón que identificaría a lo que desde entonces se ha venido llamando boutique basses, instrumentos de gama alta y elevado precio construidos a medida de los requerimientos específicos del cliente. Este tipo de instrumentos suelen mostrar sofisticados diseños y elaborada electrónica y con frecuencia, están construidos con maderas preciosas (o con otros materiales alternativos como el grafito) por lutieres especializados. Se suelen usar técnicas de construcción innovadoras como el diseño neck-through multilaminado, donde el mástil, en lugar de estar atornillado al cuerpo lo recorre en su integridad. Desde mediados de los setenta, Alembic y otras compañías (como Tobias o Ken Smith Basses) comenzaron a producir bajos de cuatro y cinco cuerdas (una cuerda extra afinada en si grave). En 1975, el bajista Anthony Jackson encargó al lutier Carl Thompson la realización de un bajo de seis cuerdas, afinado si, mi, la, re, sol, do, que pasaría a la historia como uno de los primeros instrumentos de rango extendido.

### De 1980 en adelante

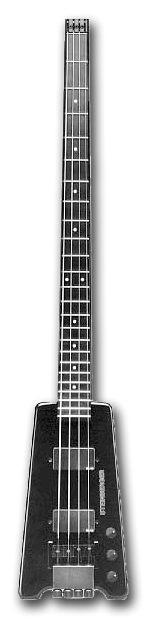
Uno de los primeros bajos Steinberger, de principios de 1980.

Con la llegada de los años ochenta, lutieres e ingenieros continuaron explorando nuevas posibilidades. Ya en 1979, Ned Steinberger había presentado un bajo sin cabezal ni cuerpo, y más tarde continuaría con sus investigaciones, como el uso de materiales alternativos como el grafito, o la palanca de trémolo para el bajo, presentada en 1984. En 1987 la compañía Guild lanzó su modelo Ashbory, un instrumento sin trastes de dimensiones reducidísimas (escala de 18 pulgadas) que usaba cuerdas de silicona y una pastilla piezoeléctrica, y que ofrecía una simulación más que aceptable del sonido del contrabajo acústico. A finales de los años 80, el show MTV Unplugged ayudó a popularizar los bajos acústicos, de caja hueca pero amplificados mediante pastillas.
Durante los años noventa, los bajos de cinco cuerdas se fueron haciendo progresivamente más comunes y accesibles, y un número cada vez mayor de bajistas (de géneros tan dispares como el metal y el góspel) comenzaron a utilizarlos para aprovechar sus nuevas posibilidades. De modo paralelo, la circuitería activa dejó de estar reservada a los instrumentos de gama alta para ir siendo incorporada progresivamente a instrumentos de series más económicas.
Durante la década siguiente, algunos fabricantes incluían circuitos de modelado digital incorporados directamente en sus instrumentos, con los que pretendían simular los sonidos característicos de los bajos más conocidos (ej: Variax Bass, de la firma Line 6). A pesar de estas innovaciones, los diseños tradicionales prevalecieron entre el público general, y los modelos Precision y Jazz de Fender continuaron contando con su favor. En 2006, Fender celebró el 60.º aniversario de su P-bass con una reedición especial de su famoso instrumento, al tiempo que presentaba su modelo Jaguar.

## Consideraciones de diseño
Todos los Bajos (eléctrico, acústicos y electroacústicos) constan de la misma estructura en cuanto a las partes básicas de su diseño. En este sentido, el cuerpo y el mástil son las dos partes fundamentales en las que se encuentran el resto de componentes y piezas (los cuales pueden variar en función del modelo o marca).

### Partes básicas de un bajo

#### Cuerpo
El cuerpo de un bajo es la parte central del instrumento en la que se encuentran la gran mayoría de piezas (en especial todos los que tienen que ver con la electrónica).
Construido en la mayoría de los casos con diversas variedades de madera, es posible encontrar instrumentos fabricados con diversos materiales plásticos o acrílicos, el luthite es muy utilizado actualmente, así como múltiples formas de diseño. Gran cantidad de instrumentos (no así el ejemplar de la ilustración) presentan un golpeador (pickguard en inglés) de plástico, una pieza destinada a proteger el acabado del cuerpo de los golpes y arañazos del ejecutante o de otros incidentes.

#### Mástil
El mástil de un bajo es la parte que permite el agarre y ejecución del instrumento.
Construido generalmente en madera o con cualquier otro tipo de material alternativo, el mástil puede ir atornillado al cuerpo (modelos bolt-on) o bien formar una sola pieza con él (modelos neck-through). Su función principal es la de transmitir la vibración de las cuerdas al cuerpo, y si la unión de ambas piezas no es buena, pueden aparecer problemas de estabilidad. Generalmente todos los bajos poseen un alma en su mástil, elemento que consiste en una varilla roscada de metal y una tuerca que son instaladas en el interior del mástil y permite contrarrestar las torsiones que sufre éste debido a la tensión que ejercen las cuerdas, aunque en modelos de 6 o más cuerdas se está generalizando la construcción con dos de estas piezas.

### Componentes y piezas del bajo eléctrico
Los principales componentes del bajo eléctrico son:

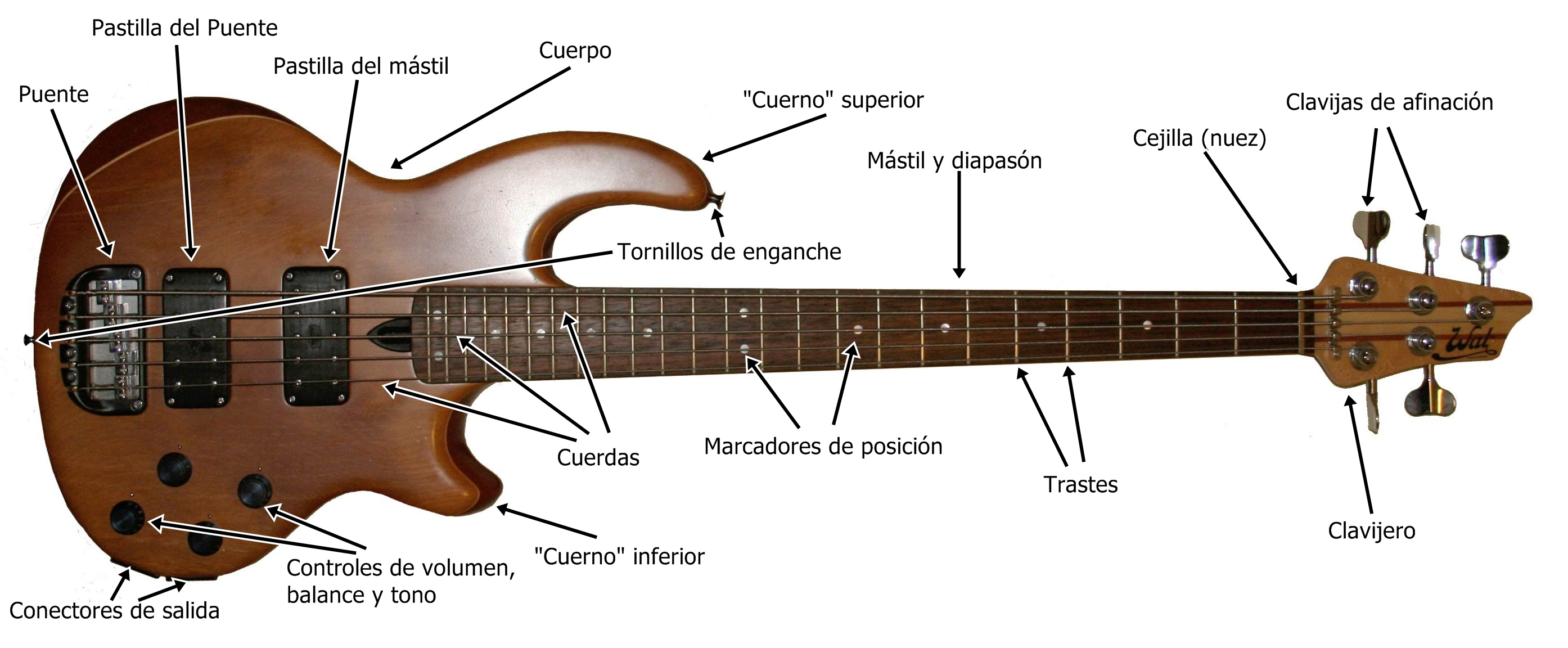
Anatomía básica de un bajo eléctrico.

#### Diapasón
Va generalmente montado sobre el mástil, aunque los primeros modelos de Precision Bass carecían del mismo. Las maderas más frecuentes en su construcción son el palosanto, ébano, wenge y arce.

#### Trastes
Los trastes están incrustados en el diapasón del bajo. Se llama traste a las delgadas líneas de metal que dividen el diapasón en los diferentes espacios para localizar las notas en el instrumento. Llamamos trastes a estas barras de metal, aunque comúnmente se suele denominar también al espacio que estos crean entre ellos. Por ejemplo, referirse al traste "dos" en un bajo, puede ser, referirse al espacio que crea el traste número 1 y el traste número 2 en el diapasón. En este espacio obtendremos una nota perfectamente afinada, al contrario que en un bajo sin trastes, que normalmente hay que pulsar con el dedo ajustado a donde delimitan los trastes en un bajo convencional.

#### Cejilla
Construida de plástico, marfil, hueso u otros materiales, como el grafito o el latón, tiene la función de sujetar las cuerdas a la altura del clavijero, permitiendo que vibren libremente y transmitiendo esta vibración al mástil.

#### Clavijas de afinación
Piezas individuales que se encuentran en la pala o clavijero del bajo, y que permiten ajustar la tensión de cada cuerda para afinar el instrumento.

#### Alma
Es una varilla de acero que se encuentra entre el diapasón del bajo y el mástil y permite realizar ajustes en el instrumento. El alma determina la acción del instrumento.

#### Hardware
Incluye las partes metálicas del instrumento, entre las que se encuentran las clavijas de afinación y el puente que, construido generalmente en metal, tiene una importancia decisiva en el sonido final del instrumento.

#### Cuerdas
La cuerda básicamente es un alambre con núcleo metálico. El alambre central se fija a una cabeza o extremo de bola, de donde se sujeta la cuerda al puente. Alrededor del alambre del núcleo metálico hay otro alambre redondo, que es la parte que presionan los dedos contra el diapasón.La combinación de todas estas piezas determinan los diferentes sonidos de los distintos tipos de cuerdas.
Construidas generalmente a base de alguna aleación metálica (aunque también se encuentran en el mercado cuerdas de nailon, silicona y otros materiales alternativos), las cuerdas son otro de los elementos cruciales que determinan el sonido del instrumento. Los principales tipos son las roundwound (entorchadas), las flatwound (de entorchado liso) y las halfround (de entorchado semiliso).
Los diferentes materiales en la construcción de las cuerdas aportan diferentes características al timbre de estas, así tenemos, esta clasificación;
- Níquel – timbre cálido y menos brillante
- Acero niquelado – timbre brillante
- Acero inoxidable – timbre muy brillante

También, hay que destacar las diferentes medidas en las cuerdas, lo que también llamamos el calibre de cuerdas. Los diferentes calibres harán que el bajo responda de una manera diferente a la ejecución. Así, clasificamos los calibres en relación con la medida de la cuerda más aguda, la cuerda sol;
- Light – Suave – 040
- Medium – Medio- 045
- Heavy – Fuerte – 050

Las cuerdas suaves son ideales para tocar técnicas como Slap, el calibre medio es el más versátil y el calibre fuerte normalmente es el indicado para tocar con púa, aunque todas estas apreciaciones quedarán sujetas al criterio del intérprete.

#### Componentes electrónicos
Se incluyen las pastillas y la circuitería, que puede ser pasiva o activa. Los bajos activos requieren alimentación externa, y poseen un ecualizador incorporado que permite regular las distintas frecuencias (generalmente graves, medios y agudos) desde el propio panel del instrumento.

### Materiales y diseño de construcción
En los últimos años, al lado de los instrumentos fabricados en cadena de montaje ofrecidos por las compañías tradicionales, se asiste a una notable proliferación de instrumentos fabricados artesanalmente por lutieres individuales.
Aunque la madera sigue siendo la materia prima fundamental para la fabricación del cuerpo de los instrumentos, también se usan otros compuestos alternativos como el grafito (véase Steinberger o Modulus), especialmente en la construcción de mástiles y diapasones. La madera más común para la fabricación del cuerpo es el aliso, mientras que el arce se emplea con profusión en la fabricación de mástiles y el palo rosa para los diapasones. Otras maderas de uso común son: caoba, fresno, arce, tilo americano y álamo para el cuerpo; caoba para el mástil; y arce, palorosa o ébano para el diapasón.
Entre las maderas exóticas o preciosas usadas en la fabricación de estos instrumentos, encontramos la bubinga, el wenge, el ovangkol, el zebrano o el ébano.
El uso de estas maderas está normalmente reservado a instrumentos de gama alta: por ejemplo, la compañía Alembic usa frecuentemente madera de cocobolo para los cuerpos y tapas de sus instrumentos por su atractivo granulado; la firma alemana Warwick es también conocida por las originales maderas que emplea en la construcción de sus instrumentos, ovangkol en el mástil, wenge o ébano en el diapasón y bubinga para el cuerpo.

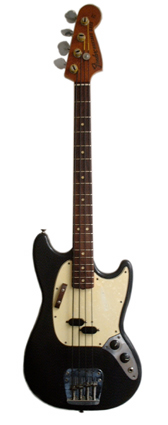
Fender Mustang Bass de 1971, un bajo de escala corta.

El grafito o la fibra de carbono se usan para elaborar mástiles de peso reducido (una estrategia empleada por ejemplo por Modulus o Peavey, para construir sus modelos G-Bass o B-Quad, con mástil de grafito o, en algunos casos, instrumentos completos).
Entre las opciones de fabricación, se hallan las de acabado (acabados en cera, en aceite o lacados) o las opciones de cuerpo (esculpidos según un diseño plano o curvo); la presencia o no de cabezal o cuerpo (véase Steinberger); el uso de materiales sintéticos como el luthite, que permite técnicas de producción y diseño más allá de lo que permite la madera, como en los instrumentos de Cort Guitars o Basslab; o el uso de orificios en el cuerpo del instrumento, para incrementar la resonancia y reducir el peso del instrumento. Los bajos acústicos están equipados normalmente con pastillas piezoeléctricas o magnéticas que permiten la amplificación del instrumento, dado su reducido volumen natural.
El mástil puede estar atornillado al cuerpo (bolt-on), o puede ser del tipo neck-thru body, es decir, de una sola pieza. Algunos bajistas atribuyen a los bajos de mástil atornillado un sonido más brillante, mientras que la mayoría de aficionados sostiene que los instrumentos de mástil continuo (neck-thru body) poseen un mayor sustain.
En cualquier caso, el sonido final de un instrumento dependerá de muchos otros factores además del tipo de mástil (tipo de maderas, electrónica, etc.).
Los bajos de escala larga, como los Precision Bass de Fender ofrecen una escala (distancia entre la cejilla y el puente del instrumento) de 34 pulgadas, que es considerada la escala estándar del bajo eléctrico.
Sin embargo son bastante comunes instrumentos de escala corta, habitualmente de 30 o 32 pulgadas, como el «bajo-violín» de Höfner que popularizó Paul McCartney o el Mustang Bass, de Fender, ambos diseñados especialmente para músicos de manos pequeñas o principiantes.
Aunque los bajos de 35, 35,5 o 36 pulgadas de escala estaban reservados hace unos años a los instrumentos de lutier, hoy en día existen muchos fabricantes que incluyen instrumentos de escala «extra larga» en sus catálogos. Esta longitud extra de escala provoca una mayor tensión en las cuerdas, que redunda en un sonido más claro y definido, sobre todo en las regiones graves del diapasón y en instrumentos de 5 y 6 cuerdas.

### Bajos con y sin trastes

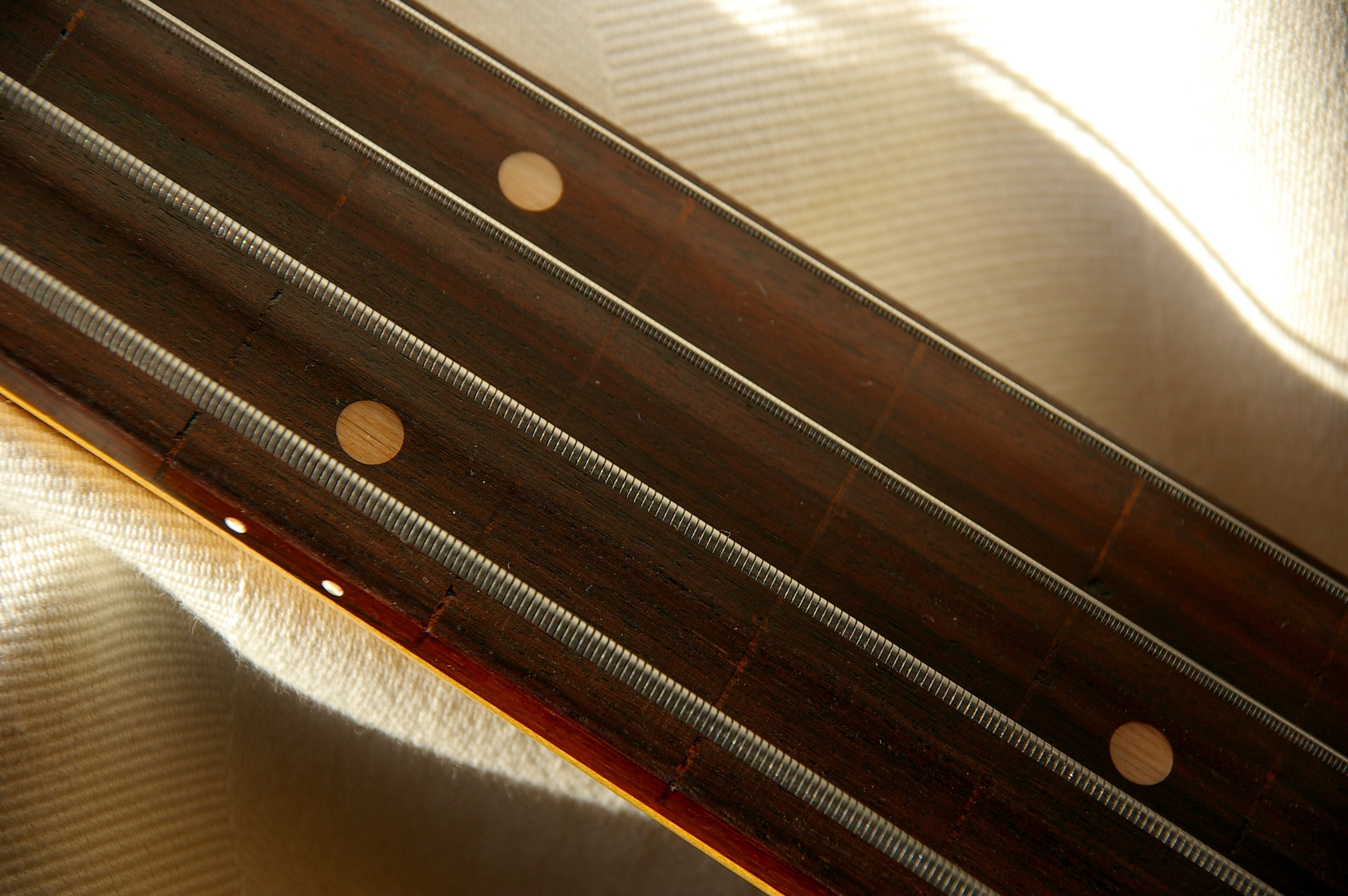
Un bajo sin trastes con cuerdas flatwound (planas); obsérvense las marcas a lo largo del diapasón, que ayudan al ejecutante a una correcta afinación.

Una de las consideraciones primordiales a las que tiene que hacer frente un constructor es si usar o no trastes en el diapasón. En un bajo con trastes, estos separan el diapasón en divisiones de semitono, como ocurre en la guitarra. El Precision Bass original disponía de 20 trastes, pero muchos bajos modernos disponen de 24 o incluso más. El bajo sin trastes, o fretless, ofrece un sonido muy característico, pues la ausencia de trastes metálicos significa que la cuerda debe ser presionada directamente contra la madera del diapasón, como ocurre en el contrabajo. La vibración así producida ofrece un sonido más dulce y cálido, y el bajo sin trastes permite ciertas técnicas de ejecución que no son posibles en un bajo eléctrico normal, como el glissando continuo, o la afinación microtonal.
Algunos bajistas emplean ambos tipos de bajos ―con y sin trastes― en función del tipo de material a ejecutar, como el bajista de sesión Pino Palladino, que ha trabajado con Eric Clapton, David Gilmour o John Mayer. Aunque se asocia normalmente el bajo sin trastes al jazz o al jazz fusion, el instrumento es usado por músicos en una amplia variedad de estilos, como el rock, la salsa o, incluso, el heavy metal.
El primer bajo sin trastes fue construido por Bill Wyman en 1961, cuando arrancó los trastes a un bajo económico de fabricación japonesa, un instrumento que se puede escuchar en temas de The Rolling Stones como «Paint it black».
El primer bajo sin trastes de serie fue el modelo AUB-1 de Ampeg, lanzado en 1966;
Fender introduciría la versión sin trastes de su Precision Bass en 1970.
A principios de los años setenta, el bajista Jaco Pastorius creó su propio bajo sin trastes eliminando los trastes a un Jazz Bass de 1962. En diversas entrevistas, Pastorius ofreció distintas versiones acerca de cómo consiguió hacerlo: menciona el uso de unos alicates y una cuchilla de obras, pero en una entrevista de 1984 afirma que compró el instrumento con los trastes ya eliminados, aunque no habían sido rellenados los huecos que habían dejado.
En cualquier caso, Pastorius usó epoxy en lugar de barniz con el objetivo de obtener un acabado que le permitiese usar cuerdas roundwound (entorchadas), que de otra manera habrían acabado dañando la madera del diapasón.
Algunos bajos sin trastes emplean marcadores como guías para facilitar la afinación; es frecuente el uso de cuerdas de nailon o planas (flatwound) para no dañar el diapasón con el roce abrasivo continuo de las cuerdas. Algunos instrumentos fretless incorporan un barnizado con epoxy para incrementar la resistencia del acabado, realzar el sustain del instrumento y otorgarle un sonido más brillante. Aunque muchos bajos sin trastes disponen de cuatro cuerdas, podemos encontrar fácilmente bajos sin trastes de 5, 6 o incluso más cuerdas.

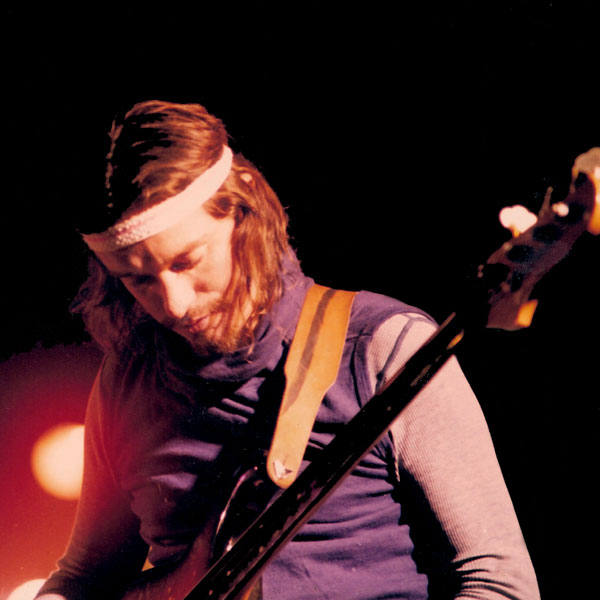
El bajista de jazz-fusión Jaco Pastorius, famoso por su expresividad con el fretless.
Pastorius es uno de los más grandes exponentes que ha dado la historia del bajo eléctrico.

### Cuerdas, afinación y registro
Un bajo eléctrico estándar dispone de cuatro cuerdas afinadas en mi, la, re y sol, esto es, en intervalos de cuarta ascendente. Esta afinación es equivalente a la del contrabajo, y corresponde asimismo a la afinación de las cuatro cuerdas más graves de la guitarra, solo que una octava más grave en el caso del bajo eléctrico.
Un bajo de cuatro cuerdas y 21 trastes cuenta, por tanto, con un rango tonal que va desde Mi1 hasta Mi4, es decir, un registro de tres octavas.
Existen diversos tipos de cuerdas, fabricadas casi siempre de alguna aleación metálica:
- roundwound (entorchado redondo, de sonido más brillante),
- flatwound (entorchado liso, de sonido más apagado) o
- halfwound (entorchado semiliso, a medio camino entre los dos anteriores).

Existen igualmente cuerdas de metal recubiertas de algún material plástico o incluso de nailon. Semejante variedad otorga a los bajistas una gran cantidad de opciones de sonido. Durante los años cincuenta, las cuerdas flatwound, con su superficie suave y su sonido apagado y reminiscente del contrabajo eran estándar. Durante las dos décadas siguientes algunos bajistas adoptaron las cuerdas roundwound, similares a las de la guitarra eléctrica y que ofrecían un sonido más brillante y definido.

#### Bajos de rango extendido

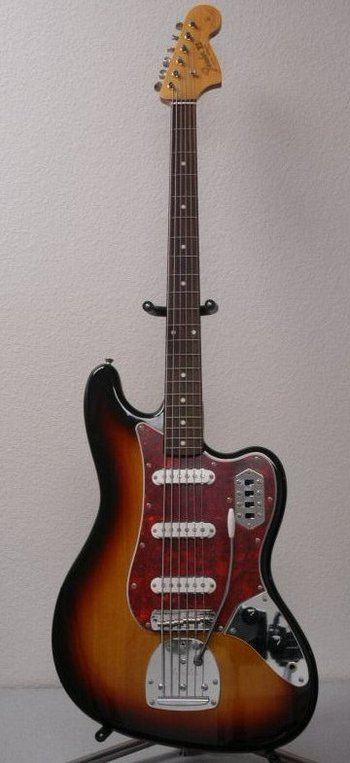
El Fender Bass VI, un híbrido entre la guitarra y el bajo eléctrico.

Para ampliar el rango estándar del instrumento de cuatro cuerdas, los constructores tienen tres opciones: ampliar el número de trastes, utilizar afinaciones alternativas o añadir cuerdas extra:
- Cuatro cuerdas con afinaciones alternativas para extender el rango efectivo del instrumento.[72]

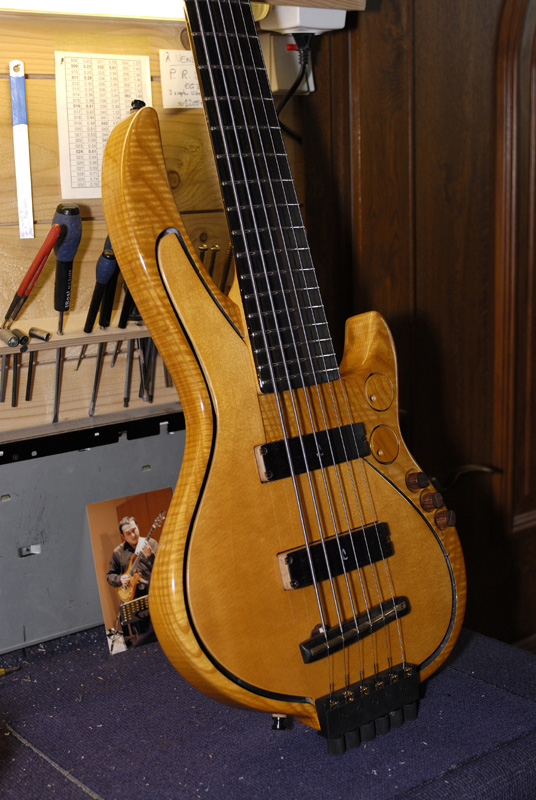
Un bajo Leduc de seis cuerdas.

Afinaciones en quinta (por ejemplo do, sol, re, la, similar a la del violonchelo) permiten un rango extendido tanto en graves como en agudos.
- Cinco cuerdas normalmente afinadas si, mi, la, re, sol, proporcionan un rango extendido en graves. Los bajos de cinco cuerdas se emplean con asiduidad en la música rock o heavy metal, junto a guitarras de siete cuerdas o guitarras barítonas. Una afinación alternativa para los bajos de cinco cuerdas es mi, la, re, sol, do, conocida como afinación tenor, y muy popular entre artistas de jazz, jazz-flamenco y solistas. Un bajista que utiliza esta afinación tenor es Carles Benavent. Otras afinaciones como do, mi, la, re, sol son empleadas ocasionalmente. La quinta cuerda proporciona un rango mayor respecto al bajo de cuatro cuerdas, y permite el acceso a un mayor número de notas en la misma posición, lo que redunda en una mayor versatilidad.[34]

- Seis cuerdas, normalmente afinadas si, mi, la, re, sol, do. El bajo de seis cuerdas no es más que un bajo de cuatro cuerdas con dos cuerdas extra añadidas, una más grave y una más aguda. Aunque menos comunes que los bajos de 4 y 5 cuerdas, estos instrumentos son empleados en géneros como la música latina o el jazz, o por músicos de estudio que necesitan un instrumento más versátil. Existen otras muchas afinaciones alternativas para este tipo de instrumentos.[74]

Posiciones de las notas en un bajo estándar de cuatro cuerdas. Los puntos sobre el diapasón ayudan al ejecutante a encontrar la posición de la mano izquierda.

Los bajos de rango extendido (ERB en inglés) son instrumentos de 5, 6, 7, 8, 9, 10, 11 o 12 cuerdas individuales. Uno de los primeros bajos de 7 cuerdas fue construido por el lutier Michael Tobias en 1987 para el bajista Garry Goodman, quien había desarrollado una técnica especial de mano derecha que requería el uso de siete o más cuerdas.
Uno de los primeros bajos de 8 cuerdas de los que se tenga registro en el mundo fue construido por el lutier Alfonso Iturra por encargo y diseño del bajista chileno de jazz fusión Igor Saavedra (1966-). La afinación de este bajo es fa#, si, mi, la, re, sol, do, fa.
La firma Conklin Guitars se especializó desde un principio en la construcción de este tipo de bajos, y ofrece instrumentos de 8 y 9 cuerdas.
El guitarbass es un instrumento de diez cuerdas, cuatro de bajo (con afinación estándar) y las seis restantes con afinación de guitarra (también estándar). Este instrumento cuenta con un solo mástil y cuerpo, pero utiliza diferentes escalas, puentes, diapasones y pastillas para cada región. Fue creado por John Woolley en el año 2005, basándose en un prototipo construido por David Minnieweather.
El lutier Michael Adler construyó el primer bajo de once cuerdas de la historia en el año 2004, y realizó otro instrumento de doce cuerdas un año más tarde.
Los instrumentos de 11 y 12 cuerdas de Adler disponen de un rango comparable al del piano de cola, con 97 notas en el último caso. Algunos constructores han experimentado con la creación de subcontrabajos afinados en do#, fa#, si, mi (el do# de la cuerda más grave suena a 17.32 Hz).
Entre los bajistas que usan este tipo de instrumentos podemos citar a Yves Carbonne, Jean Baudin, Bill Dickens, Phil Lesh o Al Caldwell. Ibanez lanzó su modelo SR7VIISC a principios del 2009; de escala corta (30pulgadas) y afinación si, mi, la, re, sol, do, mi; la compañía lo describe como un cruce entre el bajo y la guitarra.

#### Afinaciones alternativas e instrumentos de cuerdas dobles o triples
En ocasiones se emplean afinaciones alternativas con el objetivo de ampliar el rango efectivo del instrumento o de abarcar más notas con la misma posición de la mano izquierda. Esta práctica ―conocida como scordatura en italiano― tiene su origen en el siglo XVI, cuando los lutieres de ese país desafinaban sus instrumentos con el objetivo de facilitar la ejecución de pasajes especialmente complicados, de alterar las cualidades tímbricas de sus instrumentos, o de expandir su rango tonal. Algunas de estas afiniciones alternativas pueden ser mi-la-do#-mi, mi-sol-re-mi, o mi-la-mi-la, pero existen multitud de combinaciones posibles.
Los detuners son dispositivos mecánicos que pueden ser activados por el músico para provocar la tensión o distensión de una o más cuerdas, logrando con ello una afinación alternativa inmediata.
Estos dispositivos son normalmente usados para destensar la cuerda más grave de un bajo de cuatro cuerdas (re, la, re, sol). Análogamente es posible usar estos dispositivos en bajos de cinco o más cuerdas para tensar o destensar la cuerda más grave. Existen instrumentos, como el Zon Hyperbass de Michael Manring, que ofrecen innumerables posibilidades de afinación, obteniendo así un mayor rango tonal
Otros instrumentos diseñados para utilizar afinaciones alternativas son:
- Bajo tenor, con afinación la, re, sol, do, esto es, una cuarta por encima de lo normal. El bajo tenor fue inventado por Stanley Clarke, pero es usado por muchos otros bajistas, como Victor Wooten o Stu Hamm.[85]

- Bajo píccolo, con afinación mi, la, re, sol (una octava por encima del bajo estándar) y también popularizado por Stanley Clarke.[85]

Por otra parte, existen instrumentos con menos de cuatro cuerdas (menor rango efectivo) y con cuerdas dobles o triples (idéntico rango efectivo que sus equivalentes de cuerdas simples):
- Bajos con menos de cuatro cuerdas, como los instrumentos del fabricante japonés Atlansia, de 1, 2 y 3 cuerdas.[86]

El bajista Tony Levin encargó a la firma Music Man la construcción de una versión de tres cuerdas de su modelo Stingray.
- Bajos de 8, 10, 12 o 15 cuerdas, construidos según los mismos principios de la guitarra de 12 cuerdas, donde cada cuerda individual dispone de otra paralela afinada una octava más aguda para ofrecer un sonido más grueso. Por ejemplo, un bajo de 8 cuerdas podría usar una afinación mi-mi, la-la, re-re, sol-sol, con cuerdas dobles, mientras que uno de 12 cuerdas podría estar afinado mi-mi-mi, la-la-la, re-re-re, sol-sol-sol, con cuerdas triples. Un bajo de 10 cuerdas añadiría dos cuerdas en si al bajo de 8 cuerdas del primer ejemplo. En 1996 Warrior Guitars produjo un instrumento de 15 cuerdas, afinado mi-mi-mi, la-la-la, re-re-re, sol-sol-sol, do-do-do.[88]

### Pastillas (micrófonos) y amplificación

#### Pastillas magnéticas
La mayoría de los bajos eléctricos usan pastillas (también llamados micrófonos en gran parte de Sudamérica) magnéticas. La vibración de las cuerdas de metal dentro del campo magnético generado por los imanes de las pastillas, es captada por estas y produce pequeñas variaciones del flujo magnético en las bobinas de las pastillas, a las que los imanes van conectados. Estas variaciones magnéticas producen a su vez una pequeña carga eléctrica de bajo nivel en la bobina, que es amplificada posteriormente y que, a través del altavoz, produce el sonido final del instrumento. Con menos frecuencia se emplean asimismo pastillas no magnéticas, generalmente de tipo óptico. Las pastillas piezoeléctricas, por ejemplo, captan la vibración mecánica de las cuerdas y transforman esta vibración mecánica en impulsos eléctricos. Desde mediados de los años setenta es posible adquirir instrumentos que disponen de «electrónica activa», es decir, que cuentan con pequeños previos incorporados que permiten realzar la señal y ecualizar el sonido del bajo, realzando o recortando las distintas frecuencias desde el propio instrumento.

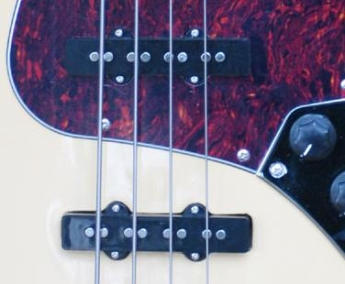
Pastillas tipo Jazz.

- Pastillas tipo Jazz (J pickup o Jazz pickup en inglés): Este tipo de pastillas, cuyo nombre hace referencia al diseño original del Fender Jazz Bass presenta una configuración de dos pastillas (una situada cerca del puente y la otra situada entre el puente y la base del mástil), cada una de las cuales dispone dos polos magnéticos por cuerda.[91]

Normalmente este tipo de pastillas son de bobinado simple. Como ocurre con las pastillas tipo Precision, estas pastillas cuentan con un bobinado invertido y polaridad magnética inversa, y como resultado, producen una cancelación del ruido magnético cuando ambas se usan al mismo volumen. Este ruido magnético se presenta, sin embargo, cuando las pastillas presentan un volumen desigual y desaparece por completo cuando una de las pastillas queda muteada. Las pastillas tipo Jazz suelen presentar un volumen de salida inferior respecto a las pastillas tipo Precision, y un sonido ligeramente más dulce y suave, con mayor presencia de medios. Muchos bajistas suelen combinar una pastilla tipo Precision en el mástil con una tipo Jazz en el puente para tener acceso a ambas opciones.

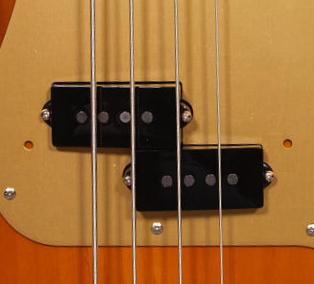
Pastillas tipo Precision.

- Pastilla tipo Precision dividida (P pickup o Precision pickup en inglés): Este tipo de pastilla, diseñada originalmente para el Fender Precision en su versión de 1957, está formada en realidad por dos pastillas de bobinado simple que, situadas una junto a la otra, aparentan formar una sola unidad.[92] Cada pastilla se hace cargo de dos cuerdas y ―como en el caso de las Jazz― cuentan con un bobinado inverso para la cancelación del ruido magnético. De este modo, en realidad, las pastillas tipo P se comportan a efectos funcionales como una humbucker sencilla. Menos común es la pastilla Precision simple usada en el modelo original, desde 1951 hasta 1957. Esta pastilla, también conocida como Vintage Precision, se emplea en algunas reediciones modernas de modelos clásicos, como el Precision Sting Signature de Fender.[93]

- Pastillas Humbucker o de bobinado doble (DC o Dual Coil en inglés): Disponen de dos bobinas invertidas que presentan imanes con polaridad inversa (un principio similar a las pastillas jazz).[94] Esta disposición reduce considerablemente el nivel de interferencia y de ruido respecto a las pastillas de bobinado simple. Del mismo modo, las pastillas humbucker ofrecen generalmente un nivel de salida mayor que el producido por las pastillas de bobinado simple. Las pastillas de bobinado doble se presentan en dos variedades: cerámica o cerámica y acero. Las primeras producen un sonido ligeramente más áspero que las segundas y precisamente por ello, son a menudo más usadas por músicos de rock y estilos afines.

- Pastillas Soapbar, así llamadas por su parecido a una pastilla de jabón (soapbar en inglés). Atribuidas generalmente a Gibson, que introdujo este tipo de pastillas en su guitarra P-90 en 1943, el término se usa también para hacer referencia a cualquier pastillas de forma rectangular que carezca de polos magnéticos visibles.[95] Empleadas normalmente en la construcción de bajos diseñados para rock o heavy metal, como los instrumentos de Gibson, ESP Guitars o Schechter, entre otros.

Existe una gran variedad en cuanto al número o la disposición de pastillas en la construcción de bajos eléctricos. Numerosos modelos presentan una sola pastilla, generalmente de tipo P o humbucker; muy comunes son también los instrumentos que cuentan con dos pastillas tipo Jazz ―como el propio Fender Jazz Bass― o aquellos que poseen una pastilla P en el mástil y otra J en el puente (por ejemplo, el Fender Precision Bass Special y el Fender Precision Bass Plus).
La posición de las pastillas en el cuerpo instrumento está íntimamente relacionada con el sonido obtenido del mismo. Una pastilla situada cerca de la base del mástil produce un sonido grave y profundo, mientras que una pastilla situada cerca del puente, por su menor vibración, enfatiza los armónicos medios y agudos, y ofrece un sonido más brillante y definido.
Los bajos con más de una pastilla cuentan generalmente con controles que permiten mezclar las señales de estas, lo que incrementa la versatilidad sonora del instrumento.

##### Circuitos activos
Popularizados por Alembic a finales de los años sesenta, este tipo de circuitos necesita una fuente de alimentación (generalmente una pila o batería) para preamplificar la señal antes de enviarla al amplificador.
Las pastillas de electrónica activa son de baja impedancia porque usan menos alambre alrededor de los imanes, para conseguir una respuesta de frecuencia más amplia.

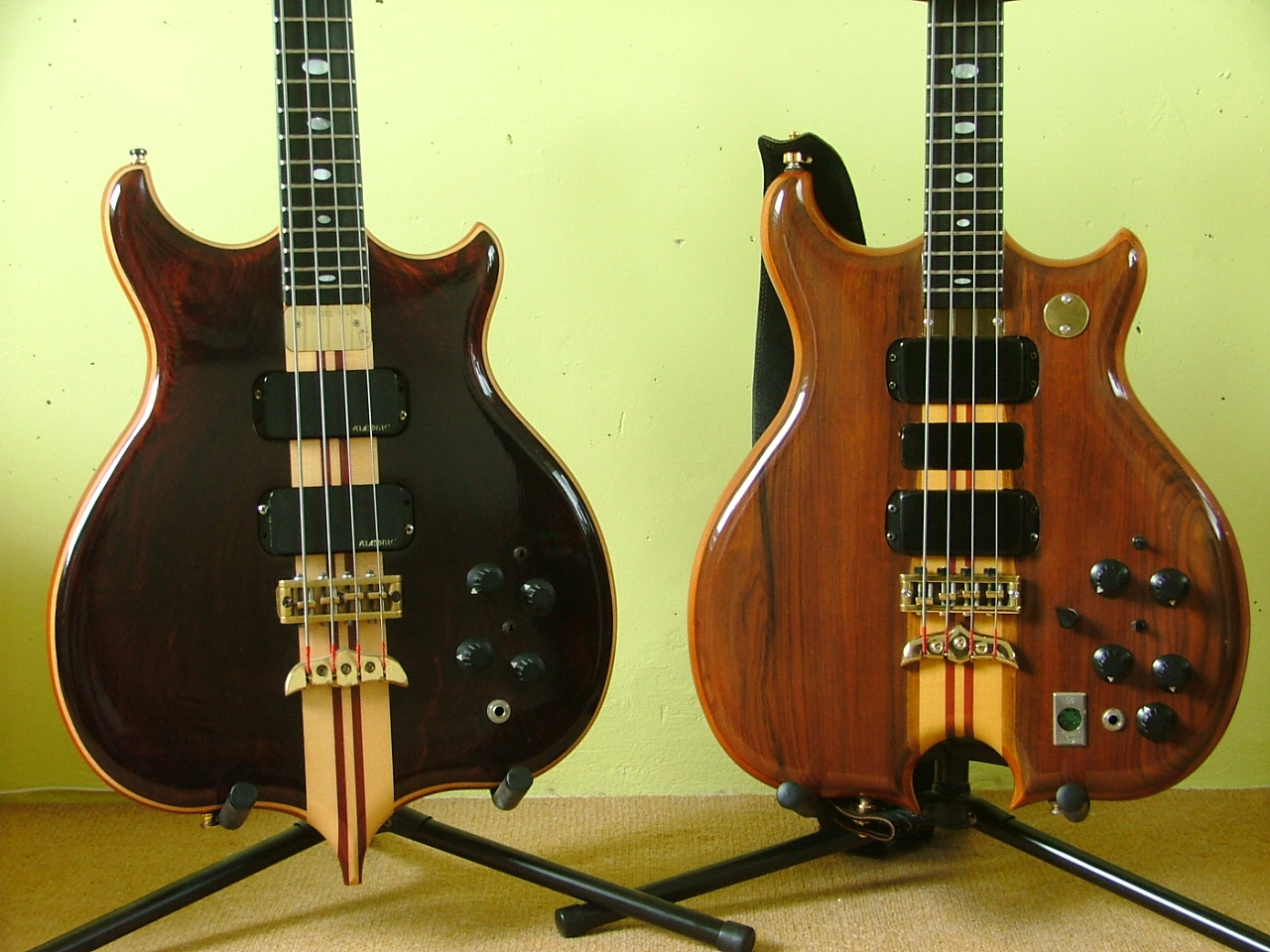
Bajos Alembic con circuitería activa.

La electrónica activa tiene muchas ventajas: no hay zumbidos, se gana en más bajos y agudos, se obtiene un mayor nivel de salida (algo necesario cuando el cable es muy largo) y se dispone de un sistema de ecualización incorporado para transformaciones adicionales de las propiedades del sonido.
Debido a su habilidad para cortar o potenciar la señal así como varias bandas de ecualización, este tipo de electrónica es muy versátil. Los modelos de preamplificador más usados funcionan con una batería de 9 voltios, aunque existen modelos más exigentes que requieren de 18 voltios (sistemas de doble batería).

#### Pastillas no magnéticas
El uso de pastillas no magnéticas permite el empleo de cuerdas no metálicas (de nailon, brass o incluso de silicona, como ocurre con el bajo Ashbory de Guild) lo que da lugar a sonidos muy diversos.
- Las pastillas piezoeléctricas, diseñadas por Ovation para sus modelos de guitarras acústicas a finales de los años setenta son pastillas no magnéticas que usan un cristal transductor para convertir las vibraciones mecánicas de las cuerdas y de la tapa en señales eléctricas. Producen un sonido muy diferente al obtenido con las pastillas tradicionales, más cercano al del contrabajo acústico.[102]

- Las pastillas ópticas usan ledes infrarrojos para detectar visualmente el movimiento de las cuerdas, lo que permite la reproducción de las bajas frecuencias típicas del instrumento a alto volumen sin el característico ruido de masa y resonancia asociado a las pastillas convencionales.[103]

Dado que las pastillas ópticas no recogen con facilidad altas frecuencias o sonidos percusivos, normalmente se complementan con pastillas piezoeléctricas. La compañía Lightwave construye instrumentos con pastillas ópticas.

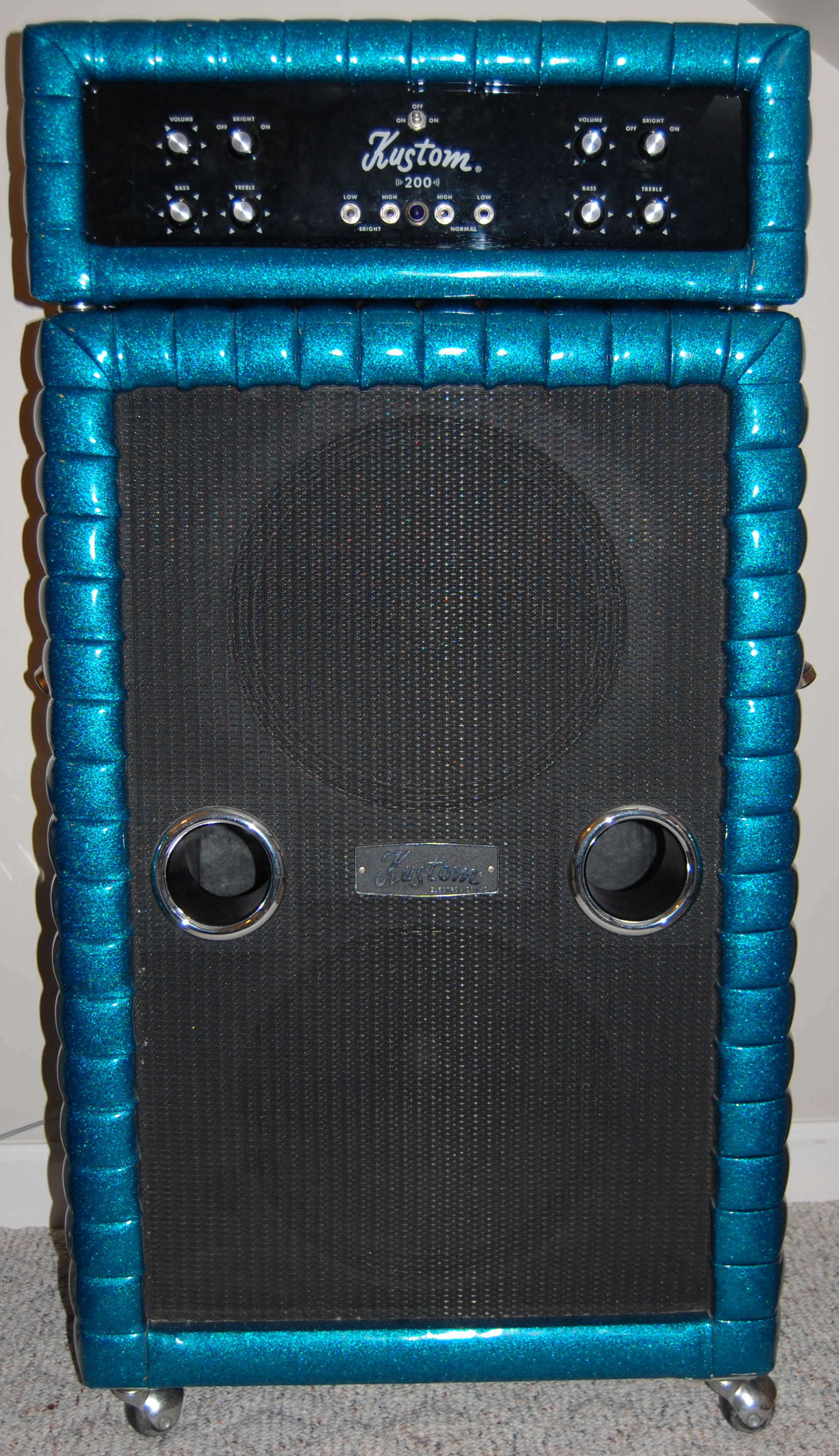
Amplificador de bajo.

### Amplificación y efectos
Al igual que la guitarra eléctrica, el bajo eléctrico necesita ser conectado a un amplificador y a un altavoz para emitir sonido. Algunos bajistas usan un amplificador combo, esto es, un aparato que combina en un mismo cuerpo el preamplificador (previo), la etapa de potencia (amplificador) y la pantalla (altavoz/altavoces). Mientras que otros prefieren usar unidades de amplificación y altavoces independientes.
Cuando el instrumento se conecta a un sistema de amplificación a gran escala (sistema PA), normalmente se enchufa a una caja directa o caja de inyección (DI o direct box en inglés) que envía la señal del instrumento directamente a la mesa de mezclas, y, desde allí al sistema de monitoraje interno y al amplificador (que el músico usa como monitor). Para las grabaciones se puede emplear un micrófono situado delante del amplificador, se puede grabar directamente a la mesa a través de una caja directa, o se puede optar por una solución mixta.

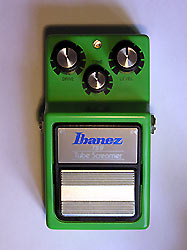
Un pedal de efecto.

Existen numerosos dispositivos que permiten alterar el sonido natural del instrumento. Estos efectos (preamplificadores de señal, ecualizadores en rack o dispositivos stomp boxes como compresores, limitadores, pedales de wah, distorsión, etc.) pueden ser usados para procesar el sonido antes o después del preamplificador. Son, desde hace unas décadas, muy populares entre músicos aficionados y profesionales y existe una gran gama de ellos en el mercado. Algunos de los más comunes son los compresores, los pedales de overdrive o distorsión, los efectos de delay (chorus, flanger, phaser, reverb, los envelope filters o pedales wahwah o los efectos de sintetizador u octavadores.

### Instrumentos emparentados
Además del contrabajo acústico, instrumento del que el bajo eléctrico es descendiente directo, existe toda una serie de instrumentos híbridos que cumplen en el contexto de la banda las mismas funciones armónicas y rítmicas que el bajo eléctrico:
- El contrabajo eléctrico, un contrabajo de cuerpo reducido o inexistente al que se le añaden pastillas magnéticas o piezoeléctricas, o bien una combinación de ambas.
- El bajo acústico, un híbrido entre la guitarra acústica y el bajo eléctrico que, como sucede con aquellas, puede o no disponer de un sistema de integrado.
- El Chapman stick, un híbrido entre la guitarra y el bajo que se ejecuta a dos manos.
- El bajo sexto mexicano de doce cuerdas y el bajo quinto de diez cuerdas.
- El guitarrón mexicano, del que existen otras variedades, como el guitarrón chileno o el argentino.
- La leona interpretada en los grupos de son jarocho.
- El Fender Bass VI u otros instrumentos híbridos entre la guitarra y el bajo, como el Danelectro 6 String Bass.[110][111]
- El Kala U-Bass.[112] un híbrido entre el ukelele y el bajo eléctrico, es de escala corta de 21 pulgadas, tiene el mismo tono y afinación que el bajo.

Por otra parte la ejecución de línea de bajo no es responsabilidad exclusiva de los instrumentos de esta familia. Diversos instrumentos, como la tuba, el trombón o el órgano entre otros, pueden cumplir la misma función en sustitución del bajo eléctrico o el contrabajo.

## Técnicas

### Tocar sentado o tocar de pie
No existe una regla general acerca de esta cuestión: si bien la mayoría de los bajistas tocan su instrumento de pie, bajo determinadas circunstancias (en actuaciones con big bands o en géneros acústicos como la música folk, por ejemplo) puede esperarse del músico (o incluso serle exigido) que toque sentado. Más allá de estas circunstancias especiales, el hecho de tocar de una u otra forma es una cuestión de preferencias personales.

### Técnicas de ejecución

#### Técnicas de mano derecha

##### Pulsaciónfingerstyleo estándar
A diferencia del contrabajo, el bajo eléctrico se posiciona horizontalmente respecto al cuerpo del músico, como una guitarra eléctrica. La técnica más común consiste en pulsar las cuerdas con los dedos índice y corazón de la mano derecha (pizzicato, o en inglés fingerpicking), aunque en ocasiones se usan también los dedos pulgar, anular o meñique. Para tener una buena ejecución en esta técnica es necesario que el dedo pulgar tenga un punto de apoyo para así poder pivotar sobre este y acceder a las diferentes cuerdas de una forma precisa.
Otra forma de ejecución de la mano derecha consiste en el barrido de cuerdas. Esto consiste en aprovechar el movimiento de un mismo dedo siempre de forma descendente pasando por las diferentes cuerdas consecutivas. Podemos barrer solo una cuerda, dos, tres, incluso las cuatro si partimos de la cuerda más aguda. Esto permite al intérprete ejecutar pasajes de forma muy rápida o unir arpegios de forma combinada. Esta técnica es heredada de los contrabajistas de jazz, ya que en el contrabajo se emplea continuamente el barrido de cuerdas con un mismo dedo.
Leo Fender había diseñado su Precision Bass original dando por sentado que los músicos utilizarían el dedo pulgar de la mano derecha para pulsar las cuerdas, como, de hecho hacían los primeros bajistas en adoptar el nuevo instrumento. De ahí la localización del apoyapulgar en la parte inferior del cuerpo de las primeras versiones del instrumento.
James Jamerson, un influyente bajista de la Motown usaba únicamente el dedo índice (que él llamaba The Hook, ‘el garfio’) para ejecutar complicadas líneas de bajo.
Igualmente, existen numerosas diferencias en cuanto a la posición de reposo del pulgar de la mano derecha: algunos bajistas usan el apoyapulgar que Fender había diseñado originalmente; otros lo apoyan sobre la pastilla o sobre el lateral del cuerpo; y otros, por último lo apoyan sobre la cuerda más grave o sobre aquella que desean mantener en silencio.
La cuerda puede ser pulsada en cualquier punto entre la base del mástil y el puente, pero en función de ello varía notablemente el timbre del instrumento: algunos bajistas, como el virtuoso Jaco Pastorius, son conocidos por usar preferentemente el área más cercana al puente del instrumento, donde la cuerda es más tensa y produce un sonido más seco, compacto y definido, mientras otros prefieren utilizar la parte media o más cercana a la base del mástil para obtener un sonido más grave y redondo.

#### Palm mute
Es posible emular el sonido tradicional del contrabajo pulsando las cuerdas con el dedo pulgar de la mano derecha mientras se silencian ligeramente con la palma de la mano para obtener un sonido corto y sordo, muy similar al del hermano acústico del bajo eléctrico.
Esta técnica, llamada tanto para guitarra como para bajo palm mute, era favorecida en los primeros modelos Precision por la localización del apoyapulgar bajo las cuerdas, pero el dispositivo fue más adelante situado sobre las cuerdas hasta desaparecer por completo en los años ochenta. Al igual que en la guitarra esta técnica se puede ejecutar con o sin púa.

##### Slap y pop

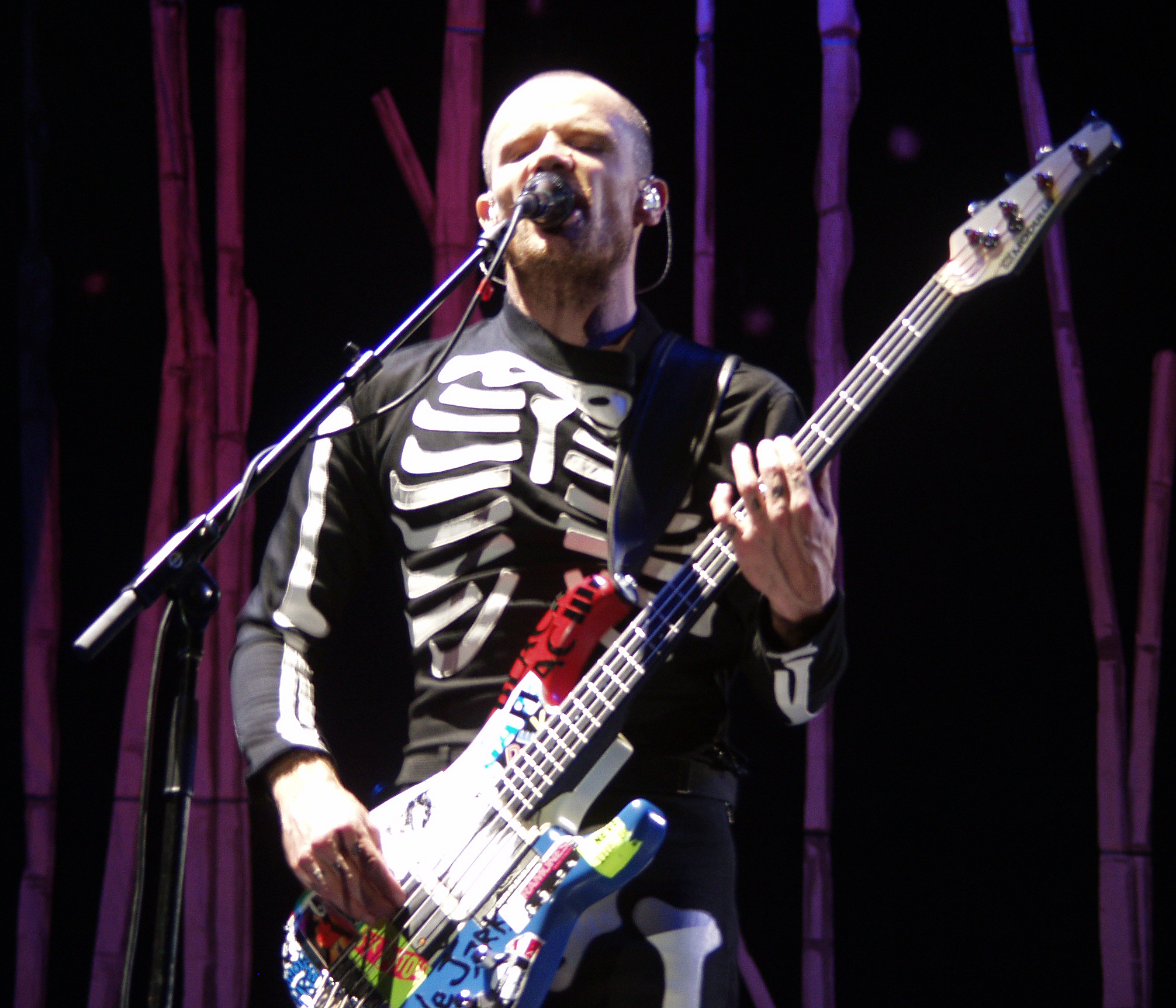
Flea, de Red Hot Chili Peppers, ha contribuido a popularizar el slapping.

Mediante la técnica de slapping, muy frecuente entre los bajistas de funk, se logra un sonido percusivo muy característico que se consigue al golpear con el pulgar (slapping en inglés) las cuerdas graves y pellizcar con los dedos índice y medio (popping en inglés) las cuerdas más agudas. Los ejecutantes de esta técnica intercalan a menudo notas fantasma y notas muertas entre las notas pop y slap para conseguir el efecto percusivo característico del slapping. Tras la ejecución de una nota eslapeada, la mano izquierda puede provocar otras notas mediante el empleo de diversas técnicas como el hammer-on, el pull-off o el glissando. Se atribuye generalmente a Larry Graham, bajista original de Sly and the Family Stone, la invención de esta técnica, pero el bajista de sesión Louis Johnson ha afirmado que desarrolló la técnica de forma paralela e independiente, y hoy se considera a ambos como los «padres del slap».
La técnica es usada asimismo por muchos intérpretes más allá de las fronteras del funk, como el rock (Les Claypool, Flea), el heavy metal, la fusión (Marcus Miller, Victor Wooten o Alain Caron) o el pop (Mark King de Level 42). En los últimos años Victor Wooten ha popularizado la técnica del double thump, que consiste en golpear dos veces (una con la yema, la otra con la uña) cada cuerda.
Tony Levin ha experimentado con una técnica derivada del slapping que denomina funk fingers, y que consiste en el uso de unos palillos de madera para golpear las cuerdas.

##### Uso de la púa
La púa es usada por algunos bajistas que buscan un ataque más articulado, mayor velocidad, o que, simplemente, prefieren su uso en lugar de los dedos.
Aunque generalmente se asocia el uso de la púa a géneros como el rock, existen músicos en otros estilos que usan preferentemente la técnica, como el bajista y compositor de jazz Steve Swallow o el bajista de flamenco Carles Benavent.

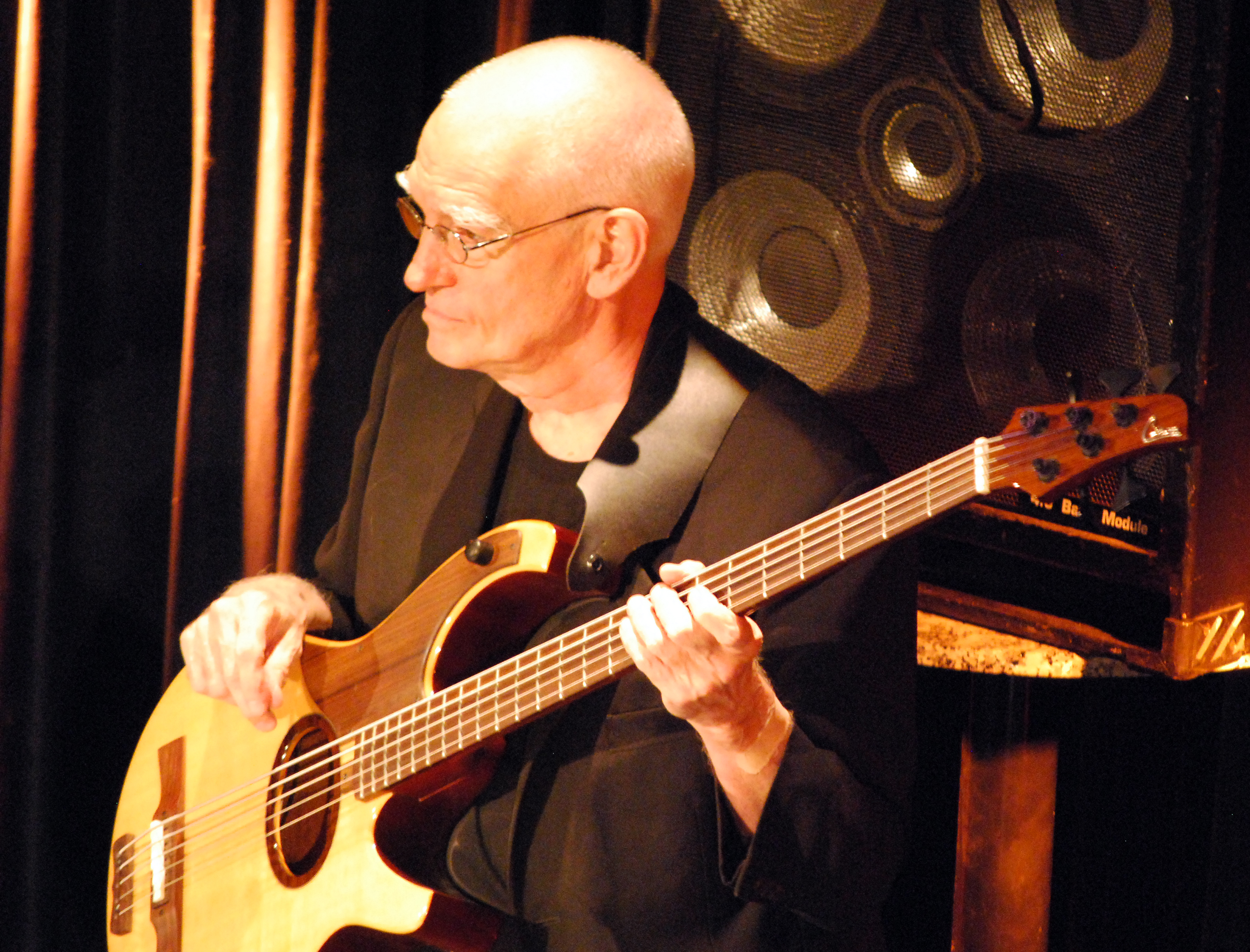
Steve Swallow es un bajista que toca exclusivamente con púa.

Existen diversas variedades de púas disponibles, pero, dado el mayor grosor de las cuerdas del bajo respecto a las de la guitarra, la mayoría de los bajistas prefieren púas más gruesas y más duras que las usadas por los guitarristas. El empleo de distintos materiales (plástico, nailon o fieltro) proporciona diferentes sonoridades. Normalmente la púa se sostiene con los dedos índice y pulgar, y es la muñeca la encargada de proporcionar el movimiento alternativo arriba-abajo.

#### Técnicas de mano izquierda
La mano izquierda del bajista (la derecha para los músicos zurdos) se usa para presionar las cuerdas sobre los trastes del diapasón con el propósito de extraer así las diferentes notas del instrumento a partir de la vibración de las cuerdas. La mano izquierda puede también producir cambios en una nota en ejecución, muteándola justo después de que la cuerda ha sido pulsada para apagar la nota eliminando la vibración de la cuerda, ya sea brusca o progresivamente. La mano izquierda cumple una tercera función: mutear las cuerdas que no deberían sonar para eliminar las vibraciones no deseadas y la resonancia por simpatía, lo que resulta de vital importancia para obtener un sonido limpio y definido.
En algunos casos, sin embargo, esta propiedad de vibración por simpatía de las cuerdas puede ser aprovechada por el músico con resultados musicales, haciendo sonar otras notas del acorde que está sonando en ese momento, algo muy común en la ejecución de baladas, por ejemplo.
La mano izquierda es también responsable del vibrato. En los bajos con trastes el vibrato se aplica en la mayoría de los casos alternando rápidamente la nota con otra inmediatamente superior. En los bajos sin trastes el ejecutante puede usar este tipo de vibrato, pero generalmente se hace uso de la capacidad del instrumento para ejecutar microtonos. En cualquiera de los casos el vibrato se aplica casi siempre sobre notas obtenidas pulsando las cuerdas en algún punto del diapasón, pero cuando se trata de posiciones abiertas (mi-la-re-sol en el traste 0), es posible también obtener vibrato mediante la aplicación de una ligera presión en la parte de la cuerda que queda más allá de la cejilla del instrumento. En muy raras ocasiones el bajista puede ayudarse de palancas de trémolo como las usadas por los guitarristas para obtener el mismo efecto.
También es posible ejecutar Bendings, técnica que consiste en pulsar una nota cualquiera, y luego estirar la cuerda hacia arriba o hacia abajo a lo ancho del diapasón, aumentando brevemente el tono de una nota. Es una técnica recurrente con el objetivo de dar carácter a la línea de bajo.
El Glissando es un efecto que se puede obtener deslizando la mano izquierda a lo largo del diapasón, que al igual que el vibrato o el bending, también da carácter a la línea de bajo.
Los bajistas pueden ejecutar acordes armónicos, pero por la naturaleza tímbrica y funcional del instrumento, los acordes son ejecutados con mucha menor frecuencia por bajistas que por guitarristas. Aun así, es posible ejecutar una gran variedad de ellos, especialmente con bajos de seis o más cuerdas.

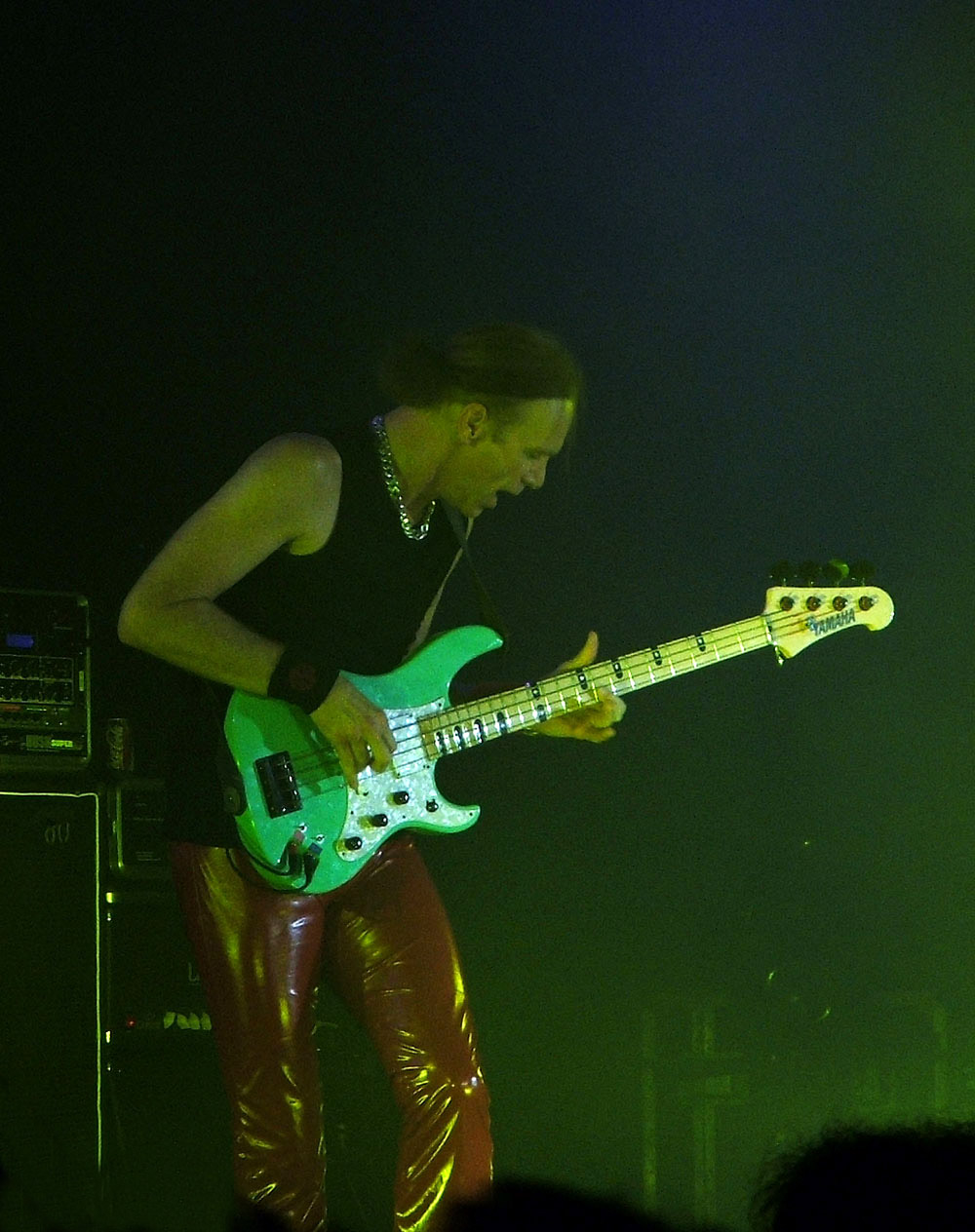
Billy Sheehan en un concierto de 2005.

Otra técnica a disposición de los bajistas son los armónicos, que se consiguen aplicando una ligera presión sobre el traste con la mano izquierda, evitando que la cuerda llegue a hacer contacto con el traste, para posteriormente pulsar la cuerda con la mano derecha.
Esta técnica (popularizada sobre todo por Jaco Pastorius) posibilita la obtención de sonidos mucho más allá de las posibilidades tímbricas naturales del instrumento, y ha sido a veces usada en para la composición de piezas cuya riqueza armónica quedaba fuera de las posibilidades de la técnica estándar.
El efecto de glissando consiste en un deslizamiento de la mano izquierda sobre el diapasón, en ambas direcciones. Para un efecto sutil, puede ser aplicado sin tan siquiera pulsar la cuerda con la mano derecha; para un efecto más pronunciado se puede pulsar la cuerda antes de ejecutar el glissando; y para un efecto extremo -generalmente en contextos punk o heavy metal- puede incluso usarse una púa para rasgar la cuerda longitudinalmente. Nathan Watts, bajista habitual de Stevie Wonder es reconocido como uno de los maestros de esta técnica.
La mano izquierda puede asimismo ejecutar notas sin la intervención de la mano derecha, ya sea mediante la técnica de pizzicato de mano izquierda, ya sea mediante la aplicación de las técnicas de hammer on o pull off.
Los bajistas de jazz usan a menudo grace notes (o ‘notas de gracia’), adornos rítmicos ejecutados en posiciones abiertas con la mano izquierda, justo antes de pulsar la cuerda con la mano derecha.

##### Tapping a dos manos

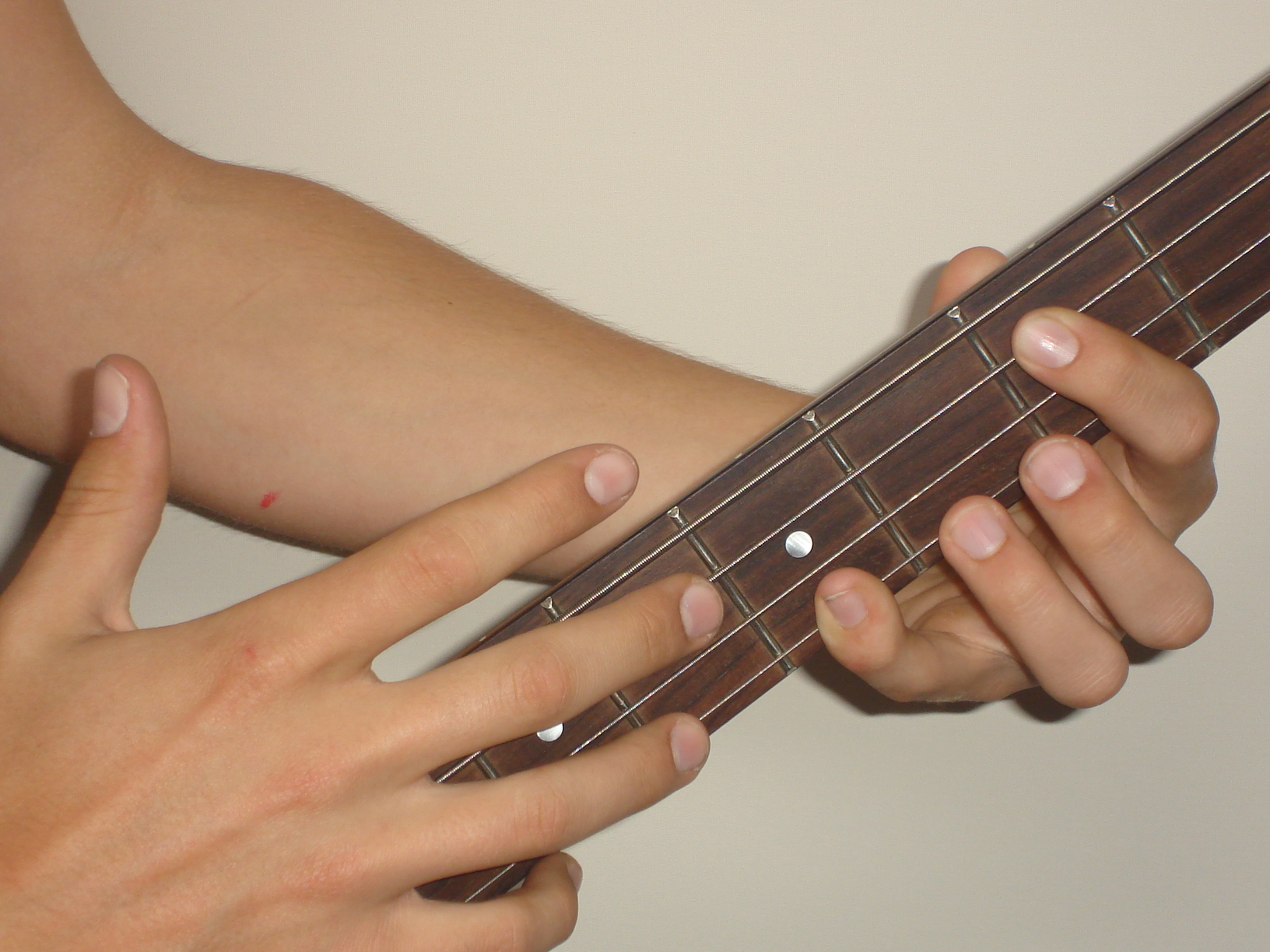
Tapping a dos manos.

Mediante esta técnica, cuyo origen encontramos en la guitarra eléctrica, el músico emplea ambas manos para ejecutar veloces pasajes presionando las cuerdas contra los trastes del diapasón.
En lugar de pulsar la cuerda con la mano derecha, el sonido es provocado por la vibración de la cuerda al ser presionada contra los trastes. Dado que son empleadas las dos manos, es posible ejecutar líneas de contrapunto, delineando la línea de bajo y la armonía simultáneamente. Algunos bajistas que han obtenido notoriedad con esta técnica son Billy Sheehan, Stuart Hamm, John Myung, o Les Claypool. Sin embargo la técnica no está reservada en exclusiva a músicos de heavy metal, siendo usada con frecuencia por virtuosos como Michael Manring, Jeff Berlin o Victor Wooten. Existen incluso instrumentos diseñados para ser ejecutados exclusivamente mediante esta técnica, de los que el Chapman Stick o los instrumentos de Warr Guitars son solo dos ejemplos.

##### Técnicas no convencionales o extendidas
En cuanto a este tipo de técnicas hay un sinfín de posibilidades que se pueden explorar, ya sea percutiendo las cuerdas con distintos objetos, frotándolas con algún arco u otro elemento o aflojándolas al extremo. También se puede apoyar distintos materiales sobre las cuerdas para que vibren junto con estas, obteniendo así una amplia gama de sonoridades.

## Usos y estilos

### Música popular
En la música moderna el bajo eléctrico es el instrumento de la sección rítmica que se hace cargo habitualmente de la línea de bajos, delineando así la guía armónica básica del tema. Rítmicamente el bajo construye con la batería el pulso rítmico del tema sobre el que se sostienen el resto de los instrumentos. Otros elementos de la sección rítmica base son la guitarra o el piano, que se encargan generalmente del desarrollo de la base armónica proporcionada por el bajo y contribuyen a fijar rítmicamente el tema.
Los tipos de líneas de bajo ejecutados por los bajistas difieren notablemente en función del estilo de que se trate, pero sobre estas diferencias de estilo subyacen varios roles comunes: el trabajo del bajista consiste en establecer el marco armónico (lo que frecuentemente significa enfatizar la nota raíz de los acordes y ―en menor medida― los intervalos de quinta, tercera o séptima), así como determinar el pulso rítmico.

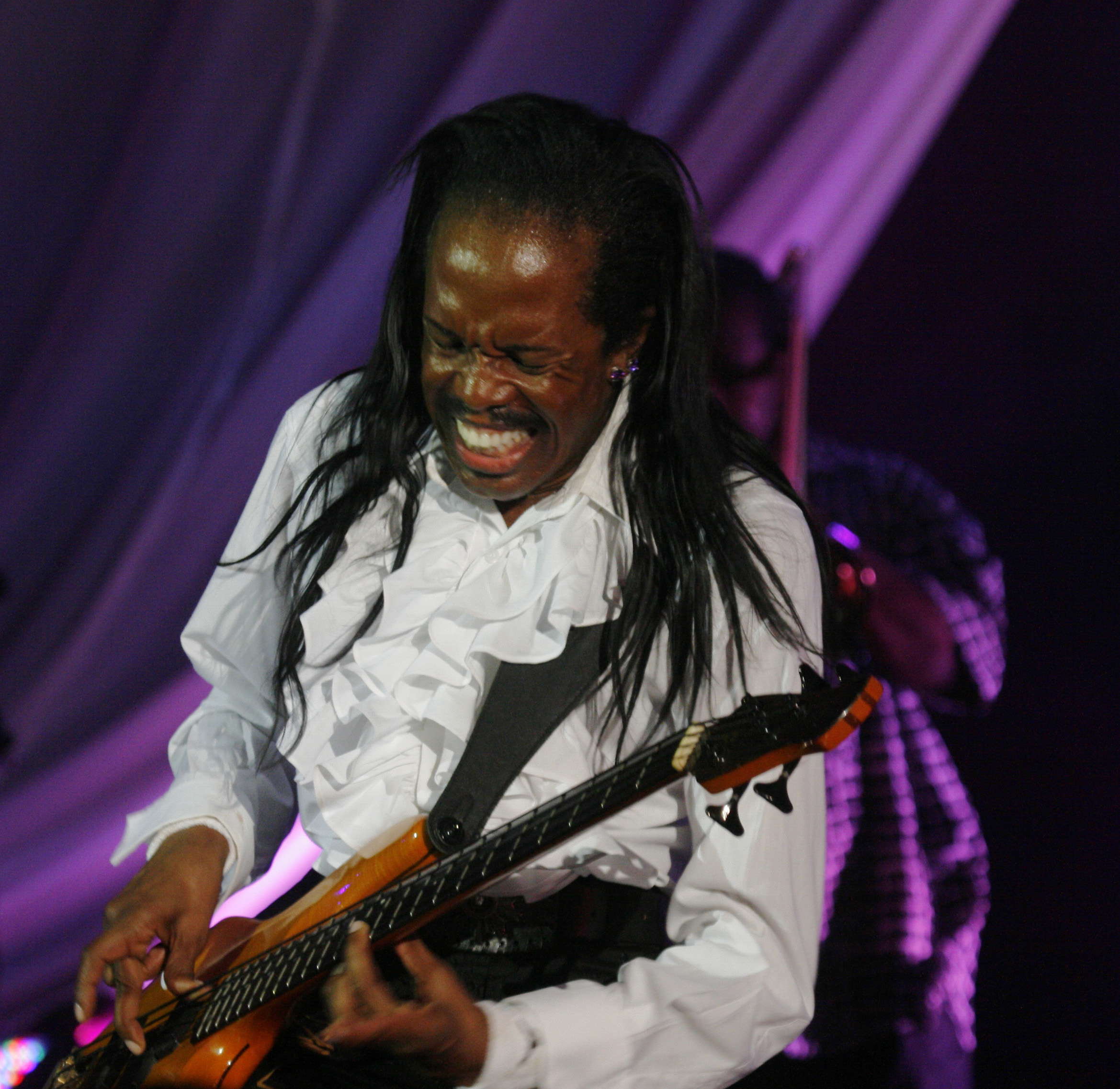
Verdine White, del grupo de funk Earth Wind & Fire.

La importancia del papel del bajista varía asimismo según el estilo de música que se esté ejecutando: en algunos estilos pop, el bajo cumple una función relativamente simple y la música se focaliza más sobre los instrumentos melódicos y sobre la línea vocal, mientras que en el reggae, el funk o la música disco existen numerosos temas que giran alrededor de una línea de bajo, que además, suele estar muy presente en la mezcla. En la música latina, el country, el folk y en otros estilos similares, el bajo ejecuta normalmente patrones simples de tónica-quinta sobre cada acorde de la progresión. En el blues el bajista ejecuta frecuentemente líneas walking derivadas de las escalas y los arpegios correspondientes a la progresión armónica, y también hace un uso frecuente de riffs basados en la escala de blues. En el heavy metal y sus derivados, el bajista dobla generalmente las líneas ejecutadas por los guitarristas, para aportar profundidad al sonido de la banda.
En ocasiones el bajista interrumpe su función básica en la sección rítmica para pasar a ejecutar breaks o solos. El tipo de breaks y solos varían nuevamente en función del estilo que estemos tratando, y así, por ejemplo, en una banda de rock, un break del bajista puede consistir en un sencillo riff o lick que aprovecha una pequeña pausa en el tema; en una banda de heavy metal, el bajista puede ejecutar un solo de tapping, mientras que en una banda funk el bajista podría exhibir sus habilidades de slapping.

### Jazz y jazz fusion

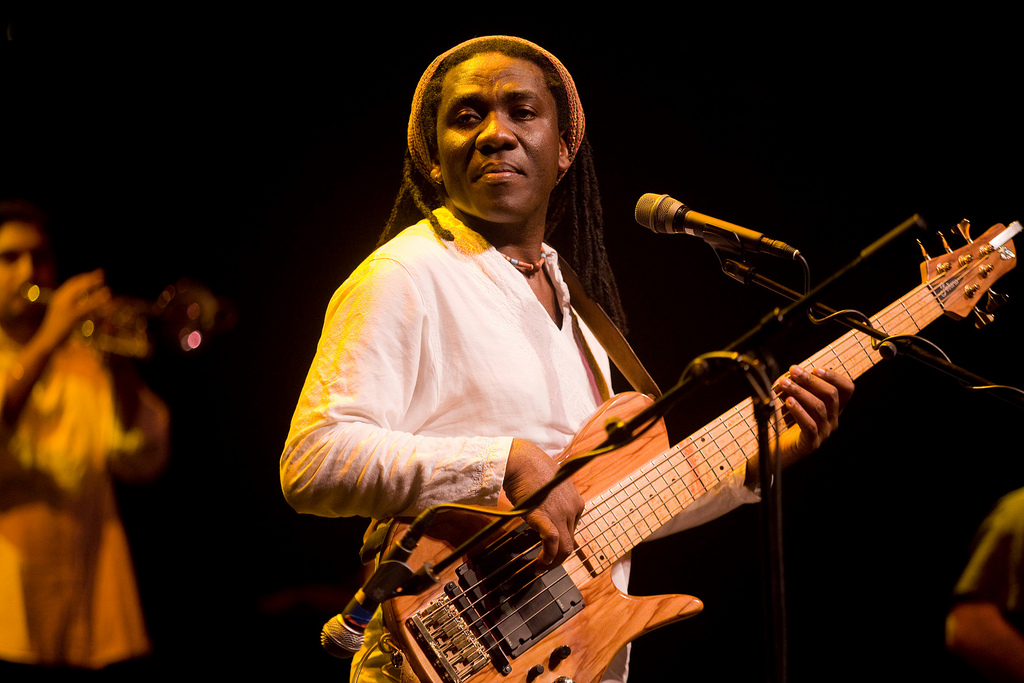
El virtuoso Richard Bona con su Fodera de cinco cuerdas.

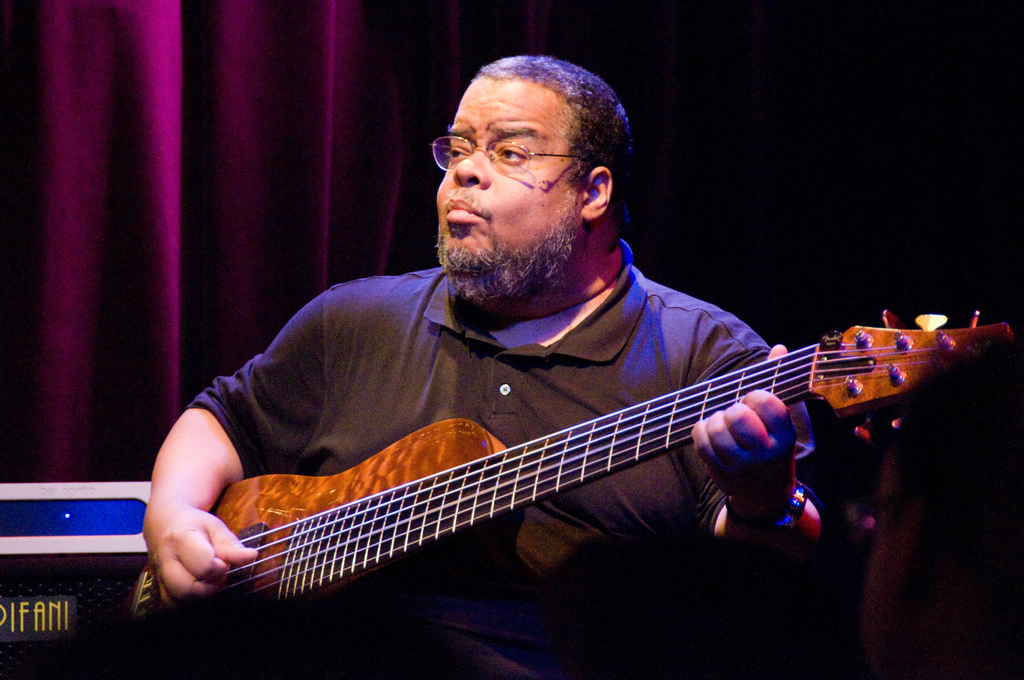
Anthony Jackson

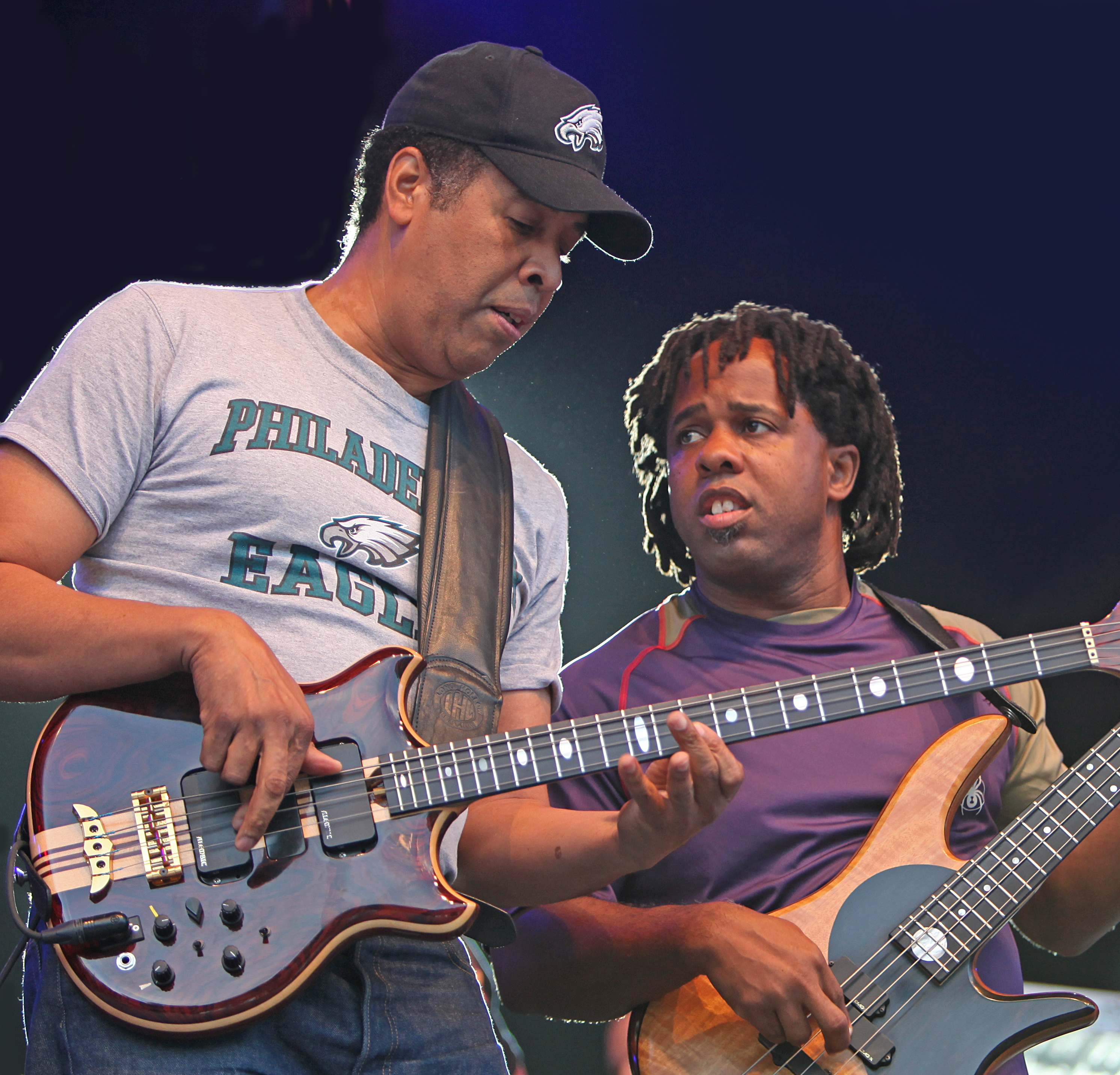
Stanley Clarke y Victor Wooten.

El bajo eléctrico es un instrumento relativamente reciente en el mundo del jazz. Tanto las big bands de los años treinta y cuarenta (la era del swing), como los combos bebop y hardbop de los años cincuenta y sesenta usaban el contrabajo.
El bajo eléctrico fue introducido en el jazz desde finales de los sesenta hasta principios de los setenta, cuando, bajo la influencia del rock, algunos líderes de la vanguardia del jazz como Miles Davis estaban experimentando con la fusión de ambos estilos en lo que vendría a llamarse fusión o jazz fusion.

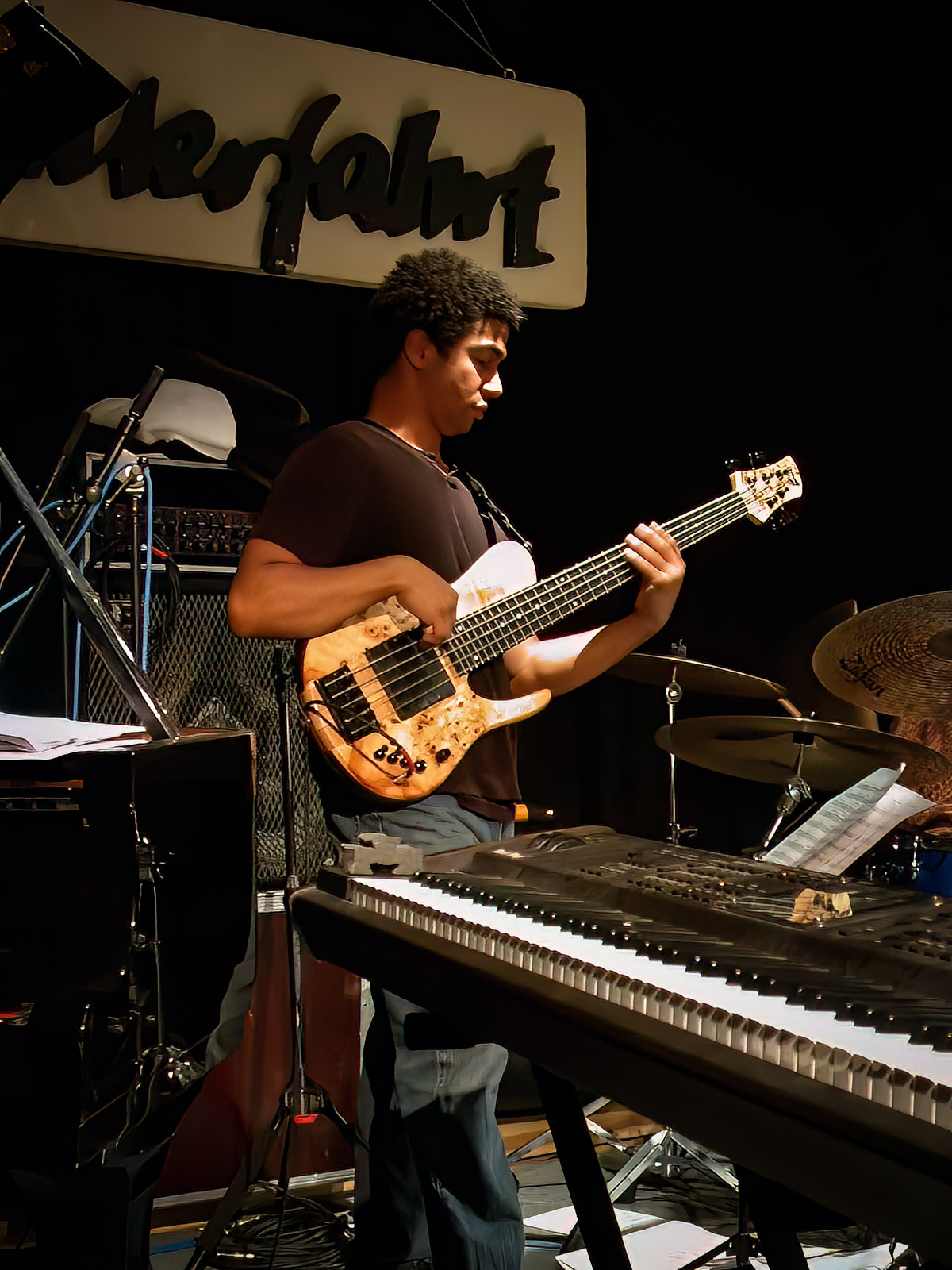
Matthew Garrison, hijo de Jimmy Garrison (bajista de John Coltrane), ha grabado y tocado con artistas de jazz fusion como Herbie Hancock, John McLaughlin, Pat Metheny o Joe Zawinul.

El bajo eléctrico en el jazz cumple las mismas funciones del contrabajo: como parte integrante de la sección rítmica (junto a la batería, el piano o la guitarra), es ante todo un instrumento de acompañamiento, pero también puede ser requerido como un instrumento solista. Cuando acompaña, el bajista ejecuta normalmente líneas de walking bass sobre estándares de jazz. En temas de música latina o fusión, el bajista puede ejecutar figuras sincopadas en combinación con el baterista, o puede también proveer un fundamento rítmico simple y sólido.
El papel de solista del bajo eléctrico es más acentuado en el jazz que en los demás estilos, dada su naturaleza improvisada y la abundancia de solos en este tipo de música. Mientras que en la mayoría de las bandas de rock no suele ser normal que el bajista ejecute un solo, durante una representación de jazz es de esperar que el bajista, como el resto de los músicos, se encargue de una o más improvisaciones de longitud variable. Tanto si el bajista está acompañando como si se está haciendo cargo de un solo, es muy importante en este contexto que lo haga con sentido del swing y con un sólido groove.

### Música clásica contemporánea
La música clásica contemporánea emplea tanto instrumentos clásicos de la música occidental (piano, violín, contrabajo, etc.) como instrumentos y dispositivos de sonidos de creación más reciente (instrumentos eléctricos, reproductores de casete o radios). El bajo eléctrico se ha utilizado ocasionalmente en este contexto desde los años sesenta.
En ocasiones se suele incluir un bajista apoyando a la orquesta clásica, para reforzar la sección de bajos en graves con un timbre diferente, y mezclar los sonidos clásicos con eléctricos. Este es el caso del compositor Hans Zimmer que incluye a un bajista de apoyo en la configuración de su orquesta clásica.
Los compositores contemporáneos obtienen frecuentemente sonidos o timbres inusuales a través del uso de instrumentos o técnicas de ejecución no convencionales, de modo que el bajista que desarrolla su actividad en este campo debe estar preparado para este tipo de requerimientos.

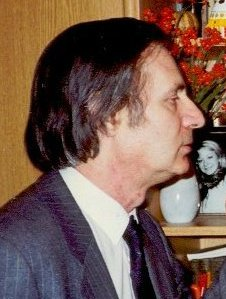
El compositor ruso Alfred Schnittke, fotografiado aquí en 1989, usó el bajo eléctrico en su Sinfonía n.º 1 (1972).

Entre los compositores modernos que han usado el bajo eléctrico desde los años sesenta se encuentran:
- Christian Wolff (Electric spring 1, 1967; Electric spring 2, 1966/70; Electric spring 3, 1967; y Untitled, 1996);[146]

- Francis Thorne, un estudiante de Paul Hindemith, de la Universidad Yale nacido en 1922, quien compuso Liebesrock (1968–69);[147]
- Krzysztof Penderecki (Cello concerto n.º 1, 1966/67, rev. 1971/72), The devils of Loudun], 1969; Kosmogonia, 1970; y Partita, 1971);[148]
- Louis Andriessen (Spektakel, 1970;[149] De staat, 1972-76; Hoketus, 1976; De tijd, 1980-81 y De materie, 1984–1988).
- El compositor y director de orquesta Leonard Bernstein usó el bajo eléctrico para su Mass (‘misa’) de 1971.[150]
- El compositor soviético Alfred Schnittke usó el instrumento para su Sinfonía n.º 4, de 1972.[151]
- En 1977, David Amram (1930) compuso En memoria de Chano Pozo para bajo eléctrico.[152]

Durante los años ochenta y noventa, el bajo eléctrico fue empleado en los trabajos de:
- Steve Reich (Electric counterpoint, de 1987)[153]
- Wolfgang Rihm (Die Eroberung von Mexico, de 1987-1991),[154]
- Arvo Pärt (Miserere, de 1989/1992),[155]
- Sofia Gubaidulina (Aus dem Stundenbuch, 1991),
- Giya Kancheli (Music for the living, 1982-84),[156] o
- John Adams (I was looking at the ceiling and then I saw the sky, de 1995).[157]

## Bajistas destacados
Entre los bajistas que por diversos motivos, ocupan un lugar destacado en su estilo y son ampliamente citados en la literatura especializada de referencia, se pueden citar los siguientes (ordenados por estilo):

### Jazz y jazz fusion
- Abraham Laboriel.
- Esperanza Spalding.
- Pedro Aznar.
- Jeff Berlin.[159]
- Richard Bona.[160]
- Brian Bromberg.[161]
- Alain Caron.[162]

- Stanley Clarke.[163]
- Kai Eckhardt.[164]
- Victor Wooten
- Mark Egan.[165]
- Matthew Garrison.[166]
- Jimmy Haslip.[167]
- Anthony Jackson.[168]
- Alphonso Johnson.[169]
- Tom Kennedy.[170]
- Michael Manring.[171]

- Marcus Miller.[172]
- Jaco Pastorius.[173]
- John Patitucci.[174]
- Igor Saavedra.[175]
- Steve Swallow.[176]
- Tal Wilkenfeld.[177]
- Gary Willis.[178]
- Pepe Hernández.[179]

### R&B, Funk y Soul

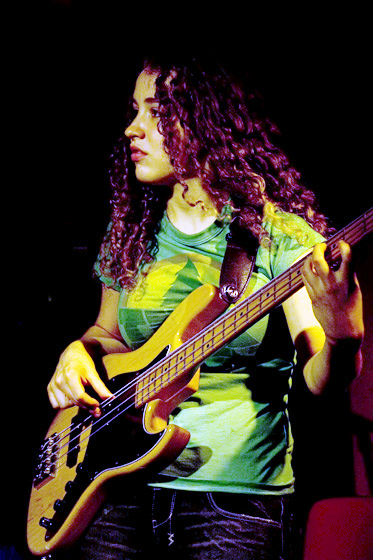
Tal Wilkenfeld.

- Bernard Edwards.[180]
- Bootsy Collins.[181]
- Donald "Duck" Dunn.[182]
- Francis "Rocco" Prestia.[183]
- George Porter, Jr.[184]
- James Jamerson.[185]
- George Porter Jr.[186]
- Jerry Jemmott.[187]
- Larry Graham.[188]
- Verdine White.[189]
- Joe Dart.
- Felipe Ilabaca.

### Pop
- Carol Kaye.[190]
- Tyler Joseph (Twenty One Pilots).
- Brian Wilson.
- Bruce Johnston.
- Mark King.[191]

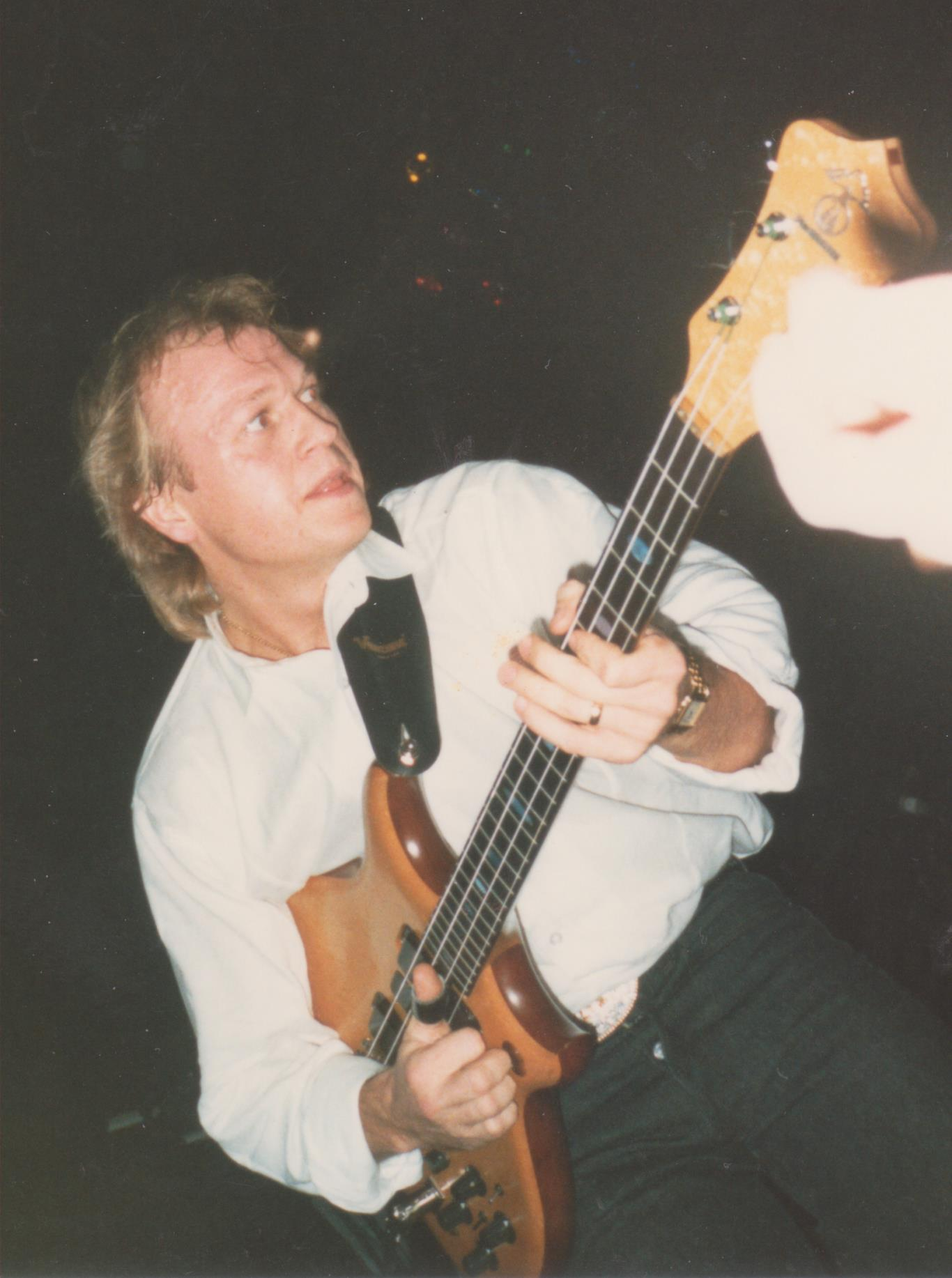
Mark King

- Peter Hook (Joy Division) (New Order)
- Pino Palladino.[192]
- Pino Presti.[193]
- Sting.[194]
- Calum Hood (5 Seconds of Summer).
- Mick Karn (Japan).

### Rock y hard rock
- Victoria de Angelis (Måneskin).
- Dee Dee Ramone.
- Diego Arnedo
- Sabo Romo.
- Zeta Bosio (Soda Stereo).
- Oteil Burbridge.[195]
- Jack Bruce.[196]
- Georg Listing.
- Davide Roccamo.
- Krist Novoselić[197]
- Dave (Phoenix) Farrell

- Beto Satragni.
- Urbano Moraes.
- Renzo Teflón (Los Tontos).
- Santiago Tavella.
- Machi Rufino.
- Simon Gallup (The Cure).
- Flavio Cianciarulo.
- John Deacon.[198]
- Adam Clayton.
- Mike Dirnt.
- Mark Hoppus.
- Alex James.
- David Hungate.
- John Entwistle.[199]
- Flea.[200]
- Colin Greenwood.
- Stu Hamm.[201]
- John Paul Jones.[202]
- Geddy Lee.[203]
- Tony Levin.[204]
- Jorge González.
- Gonzalo López.
- Dusty Hill.
- Paul McCartney.[205]
- Duff McKagan.[206]
- Andy Rourke.
- Billy Sheehan.[207]
- Gene Simmons.Gene Simmons
- Nikki Sixx.
- Chris Squire.[208]
- Freddy Valeriani.
- Roger Waters (Pink Floyd).
- Timothy B. Schmit.
- Cliff Williams.
- Brian Wilson.
- Chris Wolstenholme.
- Ross Valory.
- Mike Porcaro.
- Juan Rojas.
- Jenny Lee Lindberg (Warpaint).

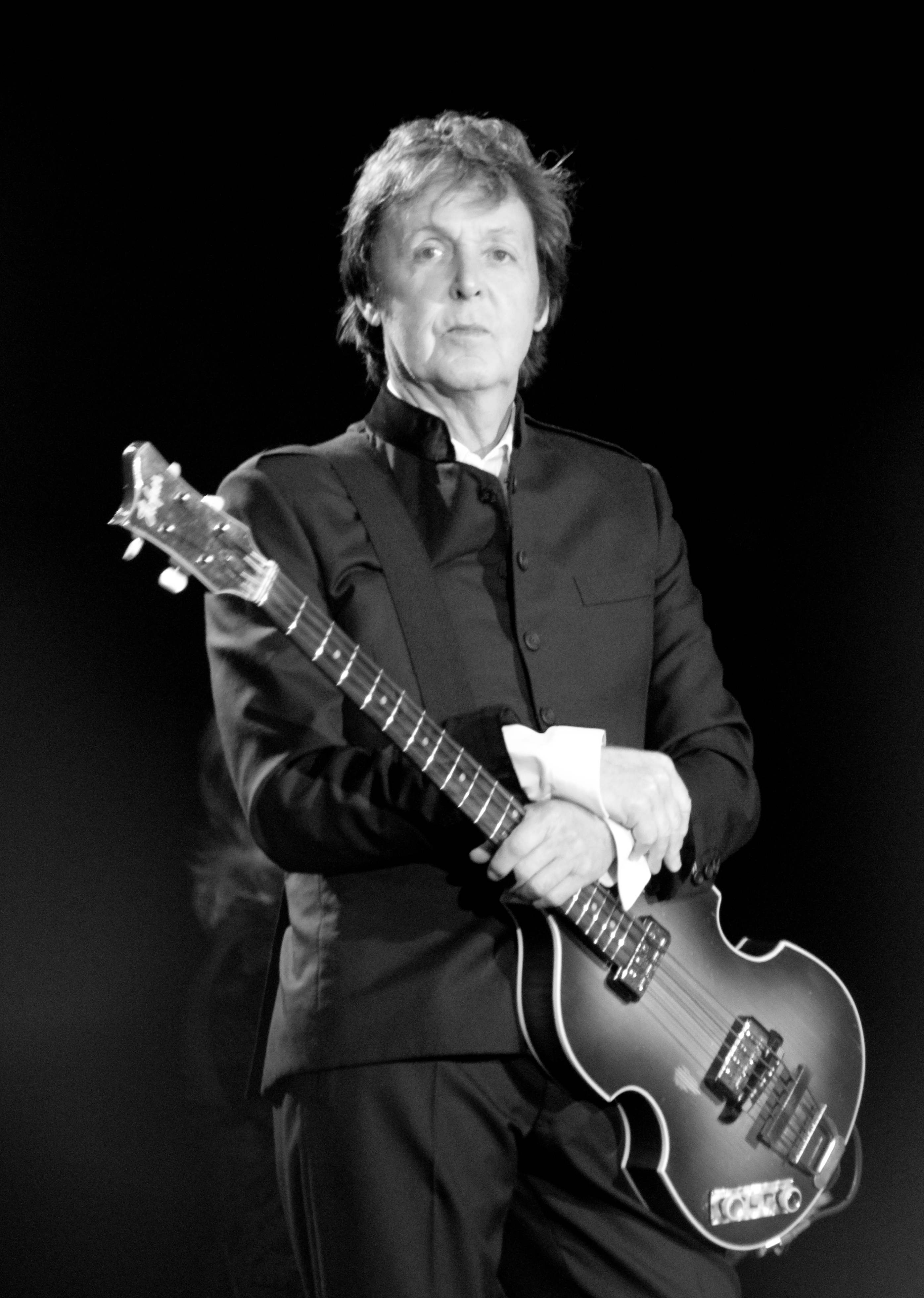
Paul McCartney

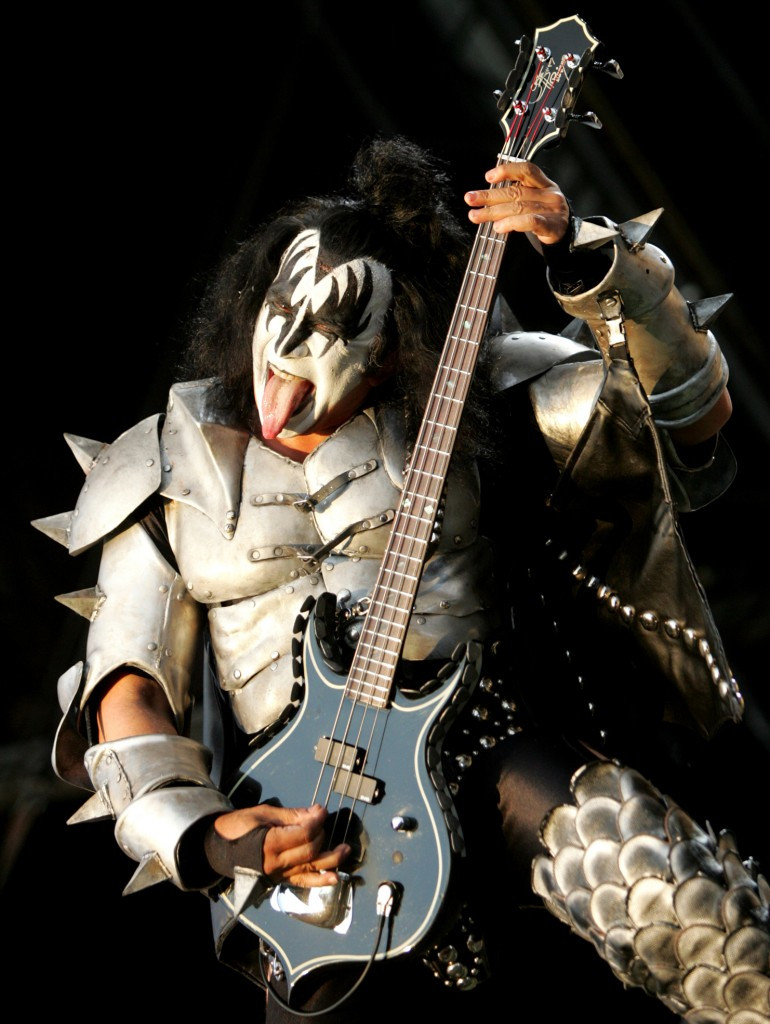
Gene Simmons

- Kim Deal (The Breeders), (Pixies).
- Kim Gordon (Sonic Youth).
- Paz Lenchantin (A Perfect Circle), (Pixies), (Queens of the Stone Age), (Zwan).
- Luciano Rojas (La Ley), (Saiko).

### Heavy metal

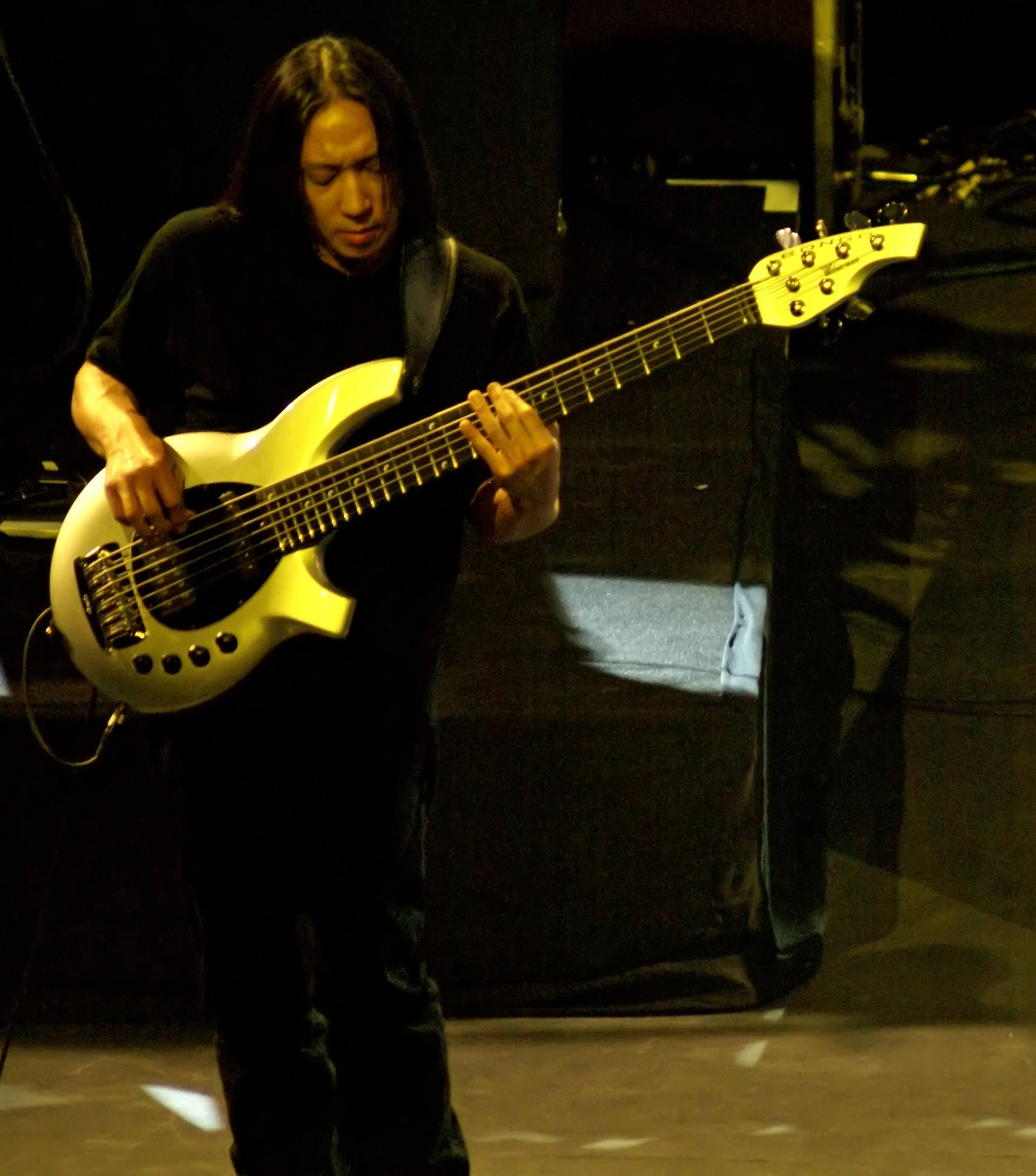
John Myung

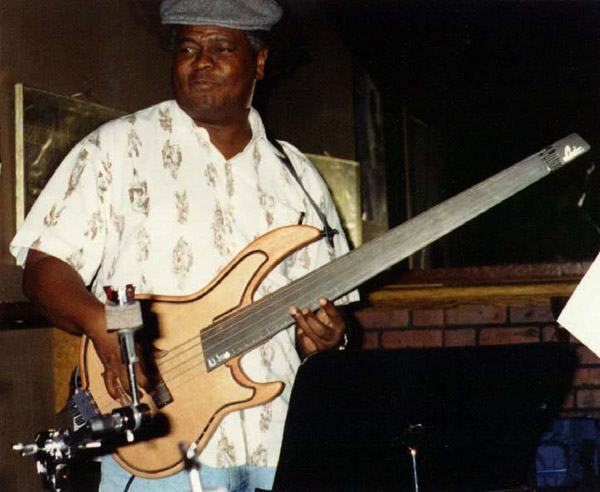
Abraham Laboriel

- Alex Webster.
- Cliff Burton.[209]
- Les Claypool.[210]
- Steve Harris.[211]
- Steve DiGiorgio.
- David Ellefson.
- Marco Hietala.
- Jason Newsted.
- Markus Grosskopf.[212]
- Ricardo Iorio.
- Lemmy Kilmister.[213]
- Joey DeMaio.
- Roger Glover.
- John Myung.[214]
- Felipe Andreoli.
- Reginald Arvizu (Korn).
- Robert Trujillo.
- Ryan Martinie.
- Sean Malone.
- Paul Gray.
- Geezer Butler.
- Tom Araya.
- Justin Chancellor.

### Bajistas de sesión
- Abraham Laboriel
- Nathan East.[215]
- Will Lee.[216]
- Leland Sklar.
- Guillermo Vadalá.
- Carol Kaye.
- Chuck Rainey.[217]

### Otros estilos
- Aston Family Man Barrett (reggae).[218]
- Bobby Valentín.[219]
- Carles Benavent (flamenco).[220]
- Pedro Aznar.[221]
- Rigo Domínguez (cumbia).
- Eusebio 'El Chivo' Cortez (Grupero).
- José David Gómez (Latín) - LOS MELÓDICOS

## Fabricantes
Existe una gran cantidad de marcas que comercializan sus instrumentos, desde grandes internacionales que fabrican sus productos en serie hasta pequeños talleres familiares que elaboran sus instrumentos individualmente o por encargo. De entre ellas, algunas de las más conocidas son:
- A Basses (Estados Unidos).
- Alembic (Estados Unidos).
- Aria (Japón).
- BassCulture (Alemania)
- Basslab Guitars (Alemania).
- B. C. Rich (Estados Unidos).
- Burns London (Gran Bretaña).
- Carvin (Estados Unidos).
- Carl Thompson Basses. (Estados Unidos).
- Christof Kost Bass (Alemania).
- Harvey Citron (Estados Unidos).
- Conklin Guitar Company (Estados Unidos).
- Cort Guitars (Corea).
- Curbow String Instruments (Estados Unidos).
- Danelectro (Estados Unidos).
- Dean Guitars (Estados Unidos).
- DeArmond Guitars (Estados Unidos).
- Dingwall Designer Guitars (Estados Unidos).
- Dobro (Estados Unidos).
- Elrick Bass Guitars (Estados Unidos).
- Epiphone (Estados Unidos).
- ESP Guitars (Estados Unidos).
- Faim (Argentina).
- F Bass (Canadá).
- Fender: guitarras, bajos, accesorios y amplificadores (Estados Unidos).
- Fernandes Guitars (Estados Unidos).
- Fodera Guitars Inc. (Estados Unidos).
- G&L Guitars (Estados Unidos).
- Gibson (Estados Unidos).
- Godin/Seagull Guitars (Canadá).
- Hamer Guitars (Estados Unidos).
- Hofner (Alemania).
- Hot Wire Bass (Alemania
- Human Base (Alemania).
- Ibanez (Japón).
- JL-Javier Lopez
- Ken Smith Basses, LTD. Estados Unidos).
- Kubicki (Estados Unidos).
- Lakland Basses (Estados Unidos).
- Laurus Basses (Italia).
- Leduc Guitars and Basses (Francia).
- Marcus Miller Sire Bass (Estados Unidos)
- Marleaux Bass Guitars (Alemania).
- Martin Guitar Company (Estados Unidos).
- Mike Lull's Guitar Works. Estados Unidos).
- MTD Guitars (Michael Tobias Design). Estados Unidos).
- Modulus Guitars (Estados Unidos).
- Music Man/Ernie Ball, Inc (Estados Unidos).
- Neuser Basses (Finlandia).
- New York Bass Works (Estados Unidos).
- NS Design, de Ned Steinberger (Estados Unidos).
- Overwater Basses (Gran Bretaña
- Peavey (Estados Unidos).
- Pedulla (Estados Unidos).
- Rick Turner Guitars (Estados Unidos).
- Rickenbacker (Estados Unidos).
- Ritter Bass Guitars (Alemania).
- Sadowsky Guitars Ltd. (Estados Unidos).
- Samick (Estados Unidos).
- Sandberg Guitars (Alemania).
- Schecter Guitar Research (Estados Unidos).
- Scorpion (Estados Unidos).
- Spector Basses (Estados Unidos).
- Steinberger (Estados Unidos).
- Vigier Guitars (Francia).
- Wal Basses (Gran Bretaña).
- Warrior Instruments (Estados Unidos).
- Warwick Basses (Alemania).
- Washburn Guitars (Estados Unidos).
- Yamaha Guitars (Japón).
- Zon Guitars (Estados Unidos).

### Amplificadores y efectos
- Acoustic Image
- Aguilar Amplification (Estados Unidos).
- Ampeg (Estados Unidos).
- Ashdown Engineering (Gran Bretaña).
- Behringer
- Crate
- EBS (Suecia).
- Eden Electronics
- Epifani
- Gallien-Krueger
- Genz Benz (Estados Unidos).
- Glockenklang (Alemania).
- Hartke (Estados Unidos).
- Hughes and Kettner (Gran Bretaña).
- Ibanez (Japón).
- Kustom
- Labsystems (Australia).
- Laney Amplification
- Mark Bass (Italia).
- Marshall Amplification (Estados Unidos).
- Mesa/Boogie (Estados Unidos).
- Music Man Amps (Estados Unidos).
- Fender (Estados Unidos).
- Orange Amps
- SWR
- Trace Elliot (Gran Bretaña).